# Список видов семейства Gnaphosidae
Список всех описанных видов пауков семейства Gnaphosidae на 13 декабря 2013 года. 

## Allomicythus
Allomicythus Ono, 2009
- Allomicythus kamurai Ono, 2009 — Вьетнам

## Allozelotes
Allozelotes Yin & Peng, 1998
- Allozelotes dianshi Yin & Peng, 1998 — Китай
- Allozelotes lushan Yin & Peng, 1998 — Китай
- Allozelotes microsaccatus Yang et al., 2009 — Китай
- Allozelotes songi Yang et al., 2009 — Китай

## Amazoromus
Amazoromus Brescovit & Hofer, 1994
- Amazoromus becki Brescovit & Hofer, 1994 — Бразилия
- Amazoromus cristus (Platnick & Hofer, 1990) — Бразилия
- Amazoromus janauari Brescovit & Hofer, 1994 — Бразилия
- Amazoromus kedus Brescovit & Hofer, 1994 — Бразилия

## Amusia
Amusia Tullgren, 1910
- Amusia cataracta Tucker, 1923 — Южная Африка
- Amusia murina Tullgren, 1910 — Восточная Африка

## Anagraphis
Anagraphis Simon, 1893
- Anagraphis incerta Caporiacco, 1941 — Эфиопия
- Anagraphis maculosa Denis, 1958 — Афганистан
- Anagraphis minima Caporiacco, 1947 — Восточная Африка
- Anagraphis pallens Simon, 1893 — Южная Африка?, Ливия, Мальта, Сирия, Израиль, Крит
- Anagraphis pallida (Hadjissarantos, 1940) — Греция
- Anagraphis pluridentata Simon, 1897 — Сирия
- Anagraphis pori Levy, 1999 — Израиль

## Aneplasa
Aneplasa Tucker, 1923
- Aneplasa balia Tucker, 1923 — Южная Африка
- Aneplasa borlei Lessert, 1933 — Ангола
- Aneplasa facies Tucker, 1923 — Южная Африка
- Aneplasa interrogationis Tucker, 1923 — Южная Африка
- Aneplasa nigra Tucker, 1923 — Южная Африка
- Aneplasa primaris Tucker, 1923 — Южная Африка
- Aneplasa sculpturata Tucker, 1923 — Южная Африка
- Aneplasa strandi Caporiacco, 1947 — Восточная Африка

## Anzacia
Anzacia Dalmas, 1919
- Anzacia daviesae Ovtsharenko & Platnick, 1995 — Квинсленд
- Anzacia debilis (Hogg, 1900) — Виктория
- Anzacia dimota (Simon, 1908) — Виктория
- Anzacia gemmea (Dalmas, 1917) — Новая Зеландия, Остров Филипп
- Anzacia inornata (Rainbow, 1920) — Норфолк
- Anzacia invenusta (L. Koch, 1872) — Новый Южный Уэльс
- Anzacia micacea (Simon, 1908) — Западная Австралия
- Anzacia mustecula (Simon, 1908) — Новая Гвинея, Австралия, Риф Като, Лорд-Хау
- Anzacia perelegans (Rainbow, 1894) — Новый Южный Уэльс
- Anzacia perexigua (Simon, 1880) — Новая Каледония
- Anzacia petila (Simon, 1908) — Западная Австралия
- Anzacia respersa (Simon, 1908) — Западная Австралия
- Anzacia sarrita (Simon, 1908) — Австралийская столичная территория, Виктория, Тасмания
- Anzacia signata (Rainbow, 1920) — Норфолк
- Anzacia simoni Roewer, 1951 — Западная Австралия, Виктория

## Aphantaulax
Aphantaulax Simon, 1878
- Aphantaulax albini (Audouin, 1826) — Египт, Эфиопия
- Aphantaulax australis Simon, 1893 — Южная Африка
- Aphantaulax cincta (L. Koch, 1866) — Европа, Северная Африка, Израиль
- Aphantaulax ensifera Simon, 1907 — Сан-Томе
- Aphantaulax fasciata Kulczynski, 1911 — Таиланд, Ява, Ломбок
- Aphantaulax flavida Caporiacco, 1940 — Эфиопия
- Aphantaulax inornata Tucker, 1923 — Южная Африка
- Aphantaulax katangae (Giltay, 1935) — Конго
- Aphantaulax rostrata Dankittipakul & Singtripop, 2013 — Таиланд
- Aphantaulax scotophaea Simon, 1908 — Западная Австралия
- Aphantaulax signicollis Tucker, 1923 — Южная Африка
- Aphantaulax stationis Tucker, 1923 — Южная Африка
- Aphantaulax trifasciata (O. P.-Cambridge, 1872) — Палеарктика
  - Aphantaulax trifasciata trimaculata Simon, 1878 — Франция
- Aphantaulax univittata Thorell, 1897 — Мьянма
- Aphantaulax voiensis Berland, 1920 — Восточная Африка
- Aphantaulax zonata Thorell, 1895 — Мьянма

## Apodrassodes
Apodrassodes Vellard, 1924
- Apodrassodes araucanius (Chamberlin, 1916) — Перу, Боливия, Аргентина, Чили
- Apodrassodes chula Brescovit & Lise, 1993 — Бразилия
- Apodrassodes guatemalensis (F. O. P.-Cambridge, 1899) — Мексика, Центральная, Южная Америка
- Apodrassodes mercedes Platnick & Shadab, 1983 — Чили
- Apodrassodes mono Muller, 1987 — Бразилия
- Apodrassodes pucon Platnick & Shadab, 1983 — Чили
- Apodrassodes quilpuensis (Simon, 1902) — Чили
- Apodrassodes taim Brescovit & Lise, 1993 — Бразилия
- Apodrassodes trancas Platnick & Shadab, 1983 — Чили, Аргентина
- Apodrassodes yogeshi Gajbe, 1993 — Индия

## Apodrassus
Apodrassus Chamberlin, 1916
- Apodrassus andinus Chamberlin, 1916 — Перу

## Apopyllus
Apopyllus Platnick & Shadab, 1984
- Apopyllus huanuco Platnick & Shadab, 1984 — Перу
- Apopyllus iheringi (Mello-Leitao, 1943) — Бразилия
- Apopyllus isabelae Brescovit & Lise, 1993 — Бразилия
- Apopyllus ivieorum Platnick & Shadab, 1984 — Мексика
- Apopyllus malleco Platnick & Shadab, 1984 — Чили
- Apopyllus now Platnick & Shadab, 1984 — Кюрасао, Колумбия
- Apopyllus pauper (Mello-Leitao, 1942) — Аргентина
- Apopyllus silvestrii (Simon, 1905) — Перу, Боливия, Бразилия, Аргентина, Чили
- Apopyllus suavis (Simon, 1893) — Венесуэла

## Aracus
Aracus Thorell, 1887
- Aracus captator Thorell, 1887 — Мьянма

## Arauchemus
Arauchemus Ott & Brescovit, 2012
- Arauchemus graudo Ott & Brescovit, 2012 — Бразилия
- Arauchemus miudo Ott & Brescovit, 2012 — Бразилия

## Asemesthes
Asemesthes Simon, 1887
- Asemesthes affinis Lessert, 1933 — Ангола
- Asemesthes albovittatus Purcell, 1908 — Южная Африка
- Asemesthes ales Tucker, 1923 — Южная Африка
- Asemesthes alternatus Lawrence, 1928 — Намибия
- Asemesthes ceresicola Tucker, 1923 — Южная Африка
- Asemesthes decoratus Purcell, 1908 — Южная Африка
- Asemesthes flavipes Purcell, 1908 — Южная Африка
- Asemesthes fodina Tucker, 1923 — Южная Африка
- Asemesthes hertigi Lessert, 1933 — Ангола
- Asemesthes kunenensis Lawrence, 1927 — Намибия
- Asemesthes lamberti Tucker, 1923 — Южная Африка
- Asemesthes lineatus Purcell, 1908 — Южная Африка
- Asemesthes modestus Dalmas, 1921 — Южная Африка
- Asemesthes montanus Tucker, 1923 — Южная Африка
- Asemesthes nigristernus Dalmas, 1921 — Южная Африка
- Asemesthes numisma Tucker, 1923 — Южная Африка
- Asemesthes oconnori Tucker, 1923 — Южная Африка
- Asemesthes pallidus Purcell, 1908 — Южная Африка
- Asemesthes paynteri Tucker, 1923 — Южная Африка
- Asemesthes perdignus Dalmas, 1921 — Намибия
- Asemesthes purcelli Tucker, 1923 — Южная Африка
- Asemesthes reflexus Tucker, 1923 — Южная Африка
- Asemesthes septentrionalis Caporiacco, 1940 — Эфиопия
- Asemesthes sinister Lawrence, 1927 — Намибия
- Asemesthes subnubilus Simon, 1887 — Южная Африка
- Asemesthes windhukensis Tucker, 1923 — Намибия

## Asiabadus
Asiabadus Roewer, 1961
- Asiabadus asiaticus (Charitonov, 1946) — Центральная Азия, Афганистан

## Australoechemus
Australoechemus Schmidt & Piepho, 1994
- Australoechemus celer Schmidt & Piepho, 1994 — Кабо-Верде
- Australoechemus oecobiophilus Schmidt & Piepho, 1994 — Кабо-Верде

## Battalus
Battalus Karsch, 1878
- Battalus spinipes Karsch, 1878 — Австралия

## Benoitodes
Benoitodes Platnick, 1993
- Benoitodes caheni (Benoit, 1977) — Остров Святой Елены
- Benoitodes sanctaehelenae (Strand, 1909) — Остров Святой Елены

## Berinda
Berinda Roewer, 1928
- Berinda aegilia Chatzaki, 2002 — Греция
- Berinda amabilis Roewer, 1928 — Греция, Крит, Турция, Россия, Центральная Азия
- Berinda cooki Logunov, 2012 — Турция
- Berinda cypria Chatzaki & Panayiotou, 2010 — Кипр
- Berinda ensigera (O. P.-Cambridge, 1874) — Греция, Крит, Турция
- Berinda hakani Chatzaki & Seyyar, 2010 — Турция

## Berlandina
Berlandina Dalmas, 1922
- Berlandina apscheronica Dunin, 1984 — Россия, Азербайджан, Казахстан
- Berlandina asbenica Denis, 1955 — Нигер
- Berlandina avishur Levy, 2009 — Израиль
- Berlandina caspica Ponomarev, 1979 — Россия, Центральная Азия
- Berlandina charitonovi Ponomarev, 1979 — Россия, Центральная Азия
- Berlandina cinerea (Menge, 1872) — Европа до Казахстана
- Berlandina corcyraea (O. P.-Cambridge, 1874) — Греция, Корфу
- Berlandina denisi Roewer, 1961 — Афганистан
- Berlandina deserticola (Dalmas, 1921) — Алжир, Ливия
- Berlandina drassodea (Caporiacco, 1934) — Каракорум
- Berlandina hui Song, Zhu & Zhang, 2004 — Китай
- Berlandina kolosvaryi Caporiacco, 1947 — Восточная Африка
- Berlandina meruana (Dalmas, 1921) — Восточная Африка
- Berlandina nabozhenkoi Ponomarev & Tsvetkov, 2006 — Россия
- Berlandina nenilini Ponomarev & Tsvetkov, 2006 — Казахстан
- Berlandina nigromaculata (Blackwall, 1865) — Кабо-Верде
- Berlandina nubivaga (Simon, 1878) — Европа
- Berlandina obscurata Caporiacco, 1947 — Восточная Африка
- Berlandina piephoi Schmidt, 1994 — Кабо-Верде
- Berlandina plumalis (O. P.-Cambridge, 1872) — Западная Африка до Центральной Азии
- Berlandina potanini (Schenkel, 1963) — Россия, Китай
- Berlandina propinqua Roewer, 1961 — Афганистан
- Berlandina pulchra (Nosek, 1905) — Турция
- Berlandina punica (Dalmas, 1921) — Алжир, Тунис, Ливия
- Berlandina saraevi Ponomarev, 2008 — Казахстан
- Berlandina schenkeli Marusik & Logunov, 1995 — Россия
- Berlandina shnitnikovi (Spassky, 1934) — Казахстан
- Berlandina shumskyi Kovblyuk, 2003 — Украина
- Berlandina spasskyi Ponomarev, 1979 — Россия, Казахстан, Монголия, Китай
- Berlandina ubsunurica Marusik & Logunov, 1995 — Россия, Монголия
- Berlandina venatrix (O. P.-Cambridge, 1874) — Ливия, Египт

## Cabanadrassus
Cabanadrassus Mello-Leitao, 1941
- Cabanadrassus bifasciatus Mello-Leitao, 1941 — Аргентина

## Callilepis
Callilepis Западнаяring, 1874
- Callilepis chakanensis Tikader, 1982 — Индия
- Callilepis chisos Platnick, 1975 — США
- Callilepis concolor Simon, 1914 — Южная Европа
- Callilepis cretica (Roewer, 1928) — Греция, Крит, Турция, Азербайджан
- Callilepis eremella Chamberlin, 1928 — Северная Америка
- Callilepis gertschi Platnick, 1975 — США, Мексика
- Callilepis gosoga Chamberlin & Gertsch, 1940 — США
- Callilepis imbecilla (Keyserling, 1887) — США, Канада
- Callilepis ketani Gajbe, 1984 — Индия
- Callilepis lambai Tikader & Gajbe, 1977 — Индия
- Callilepis mumai Platnick, 1975 — США, Мексика
- Callilepis nocturna (Linnaeus, 1758) — Палеарктика
- Callilepis pawani Gajbe, 1984 — Индия
- Callilepis pluto Banks, 1896 — США, Канада
- Callilepis rajani Gajbe, 1984 — Индия
- Callilepis rajasthanica Tikader & Gajbe, 1977 — Индия
- Callilepis rukminiae Tikader & Gajbe, 1977 — Индия
- Callilepis schuszteri (Herman, 1879) — Палеарктика

## Camillina
Camillina Berland, 1919
- Camillina aldabrae (Strand, 1907) — Центральная, Южная Африка, Альдабра, Сейшеллы, Борнео
- Camillina antigua Platnick & Shadab, 1982 — Гватемала, Гондурас
- Camillina arequipa Platnick & Shadab, 1982 — Перу
- Camillina balboa Platnick & Shadab, 1982 — Панама, Колумбия
- Camillina bimini Platnick & Shadab, 1982 — Багамы
- Camillina biplagia Tucker, 1923 — Южная Африка
- Camillina brasiliensis Muller, 1987 — Бразилия
- Camillina caldas Platnick & Shadab, 1982 — Бразилия
- Camillina calel Platnick & Shadab, 1982 — Аргентина
- Camillina campeche Platnick & Shadab, 1982 — Мексика
- Camillina capensis Platnick & Murphy, 1987 — Южная Африка
- Camillina cauca Platnick & Shadab, 1982 — Колумбия
- Camillina cayman Platnick & Shadab, 1982 — Острова Кайман
- Camillina chiapa Platnick & Shadab, 1982 — Мексика
- Camillina chilensis (Simon, 1902) — Бразилия до Чили, Хуан-Фернандес
- Camillina chincha Platnick & Shadab, 1982 — Перу
- Camillina claro Platnick & Shadab, 1982 — Бразилия
- Camillina colon Platnick & Shadab, 1982 — Панама
- Camillina cordifera (Tullgren, 1910) — Центральная, Южная Африка, Сейшеллы
- Camillina cordoba Platnick & Murphy, 1987 — Аргентина
- Camillina cruz Platnick & Shadab, 1982 — Галапагоссы
- Camillina cui Platnick & Murphy, 1987 — Парагвай
- Camillina desecheonis (Petrunkevitch, 1930) — Пуэрто-Рико
- Camillina elegans (Bryant, 1940) — Карибские острова, Ангола, Тихоокеанские острова
- Camillina europaea Dalmas, 1922 — Италия
- Camillina fiana Platnick & Murphy, 1987 — Мадагаскар, Коморские острова
- Camillina gaira Platnick & Shadab, 1982 — Колумбия, Карибские острова
- Camillina galapagoensis (Banks, 1902) — Галапагоссы
- Camillina galianoae Platnick & Murphy, 1987 — Аргентина
- Camillina huanta Platnick & Shadab, 1982 — Перу
- Camillina isabela Platnick & Murphy, 1987 — Галапагоссы
- Camillina isla Platnick & Shadab, 1982 — Галапагоссы
- Camillina javieri Alayon, 2004 — Куба
- Camillina jeris Platnick & Shadab, 1982 — Кюрасао
- Camillina kaibos Platnick & Murphy, 1987 — Кот-д’Ивуар до Кения
- Camillina kochalkai Platnick & Murphy, 1987 — Парагвай
- Camillina longipes (Nicolet, 1849) — Чили
- Camillina madrejon Platnick & Murphy, 1987 — Парагвай
- Camillina mahnerti Platnick & Murphy, 1987 — Парагвай
- Camillina major (Keyserling, 1891) — Бразилия, Аргентина
- Camillina marmorata (Mello-Leitao, 1943) — Аргентина, Боливия
- Camillina maun Platnick & Murphy, 1987 — Южная Африка
- Camillina mauryi Platnick & Murphy, 1987 — Аргентина
- Camillina merida Platnick & Shadab, 1982 — Венесуэла
- Camillina minuta (Mello-Leitao, 1941) — Аргентина
- Camillina mogollon Platnick & Shadab, 1982 — Перу
- Camillina mona Platnick & Shadab, 1982 — Ямайка
- Camillina namibensis Platnick & Murphy, 1987 — Намибия
- Camillina nevada Platnick & Shadab, 1982 — Колумбия
- Camillina nevis Platnick & Shadab, 1982 — Карибские острова
- Camillina nova Platnick & Shadab, 1982 — Бразилия, Парагвай, Аргентина
- Camillina oruro Platnick & Shadab, 1982 — Боливия, Перу, Аргентина
- Camillina pavesii (Simon, 1897) — Африка
- Camillina pecki Baert, 1994 — Галапагоссы
- Camillina pedestris (O. P.-Cambridge, 1898) — Мексика
- Camillina penai Platnick & Murphy, 1987 — Чили, Перу
- Camillina pernambuco Muller, 1987 — Бразилия
- Camillina pilar Platnick & Murphy, 1987 — Парагвай, Аргентина
- Camillina piura Platnick & Shadab, 1982 — Перу
- Camillina procurva (Purcell, 1908) — Южная Африка
- Camillina puebla Platnick & Shadab, 1982 — Мексика, Гондурас
- Camillina pulchra (Keyserling, 1891) — Бразилия, Аргентина, США
- Camillina punta Platnick & Shadab, 1982 — Перу
- Camillina recife Muller, 1987 — Бразилия
- Camillina relucens (Simon, 1893) — Венесуэла
- Camillina rogeri Alayon, 1993 — Куба
- Camillina samariensis Muller, 1988 — Колумбия
- Camillina sandrae Baert, 1994 — Галапагоссы
- Camillina setosa Tucker, 1923 — Южная Африка
- Camillina shaba FitzPatrick, 2005 — Конго
- Camillina smythiesi (Simon, 1897) — Индия
- Camillina tarapaca Platnick & Shadab, 1982 — Чили
- Camillina taruma Platnick & Hofer, 1990 — Бразилия
- Camillina tsima Platnick & Murphy, 1987 — Мадагаскар
- Camillina ventana Ferreira, Zambonato & Lise, 2004 — Аргентина

## Canariognapha
Canariognapha Wunderlich, 2011
- Canariognapha parwis Wunderlich, 2011 — Канарские Острова

## Ceryerda
Ceryerda Simon, 1909
- Ceryerda cursitans Simon, 1909 — Западная Австралия

## Cesonia
Cesonia Simon, 1893
- Cesonia aspida Chatzaki, 2002 — Крит, Турция
- Cesonia bilineata (Hentz, 1847) — Северная Америка
- Cesonia bixleri Platnick & Shadab, 1980 — США
- Cesonia boca Platnick & Shadab, 1980 — Панама
- Cesonia bryantae Platnick & Shadab, 1980 — Ямайка
- Cesonia cana Platnick & Shadab, 1980 — Ямайка
- Cesonia cerralvo Platnick & Shadab, 1980 — Мексика
- Cesonia chickeringi Platnick & Shadab, 1980 — Ямайка
- Cesonia cincta (Banks, 1909) — Куба
- Cesonia classica Chamberlin, 1924 — США, Мексика
- Cesonia coala Platnick & Shadab, 1980 — Мексика
- Cesonia cuernavaca Platnick & Shadab, 1980 — Мексика
- Cesonia desecheo Platnick & Shadab, 1980 — Пуэрто-Рико, Виргинские Острова
- Cesonia ditta Platnick & Shadab, 1980 — Доминикана
- Cesonia elegans (Simon, 1891) — Сент-Винсент, Доминикана
- Cesonia gertschi Platnick & Shadab, 1980 — США, Мексика
- Cesonia grisea (Banks, 1914) — Куба
- Cesonia irvingi (Mello-Leitao, 1944) — США, Багамы, Куба
- Cesonia iviei Platnick & Shadab, 1980 — Мексика
- Cesonia josephus (Chamberlin & Gertsch, 1940) — США
- Cesonia lacertosa Chickering, 1949 — Панама
- Cesonia leechi Platnick & Shadab, 1980 — Мексика
- Cesonia lugubris (O. P.-Cambridge, 1896) — Мексика, Гондурас
- Cesonia maculata Platnick & Shadab, 1980 — St. Kitts, Nevis
- Cesonia nadleri Platnick & Shadab, 1980 — Гаити
- Cesonia notata Chickering, 1949 — Мексика, Панама
- Cesonia pudica Chickering, 1949 — Панама
- Cesonia rothi Platnick & Shadab, 1980 — США
- Cesonia sincera Gertsch & Mulaik, 1936 — США, Мексика
- Cesonia trivittata Banks, 1898 — США, Мексика
- Cesonia ubicki Platnick & Shadab, 1980 — США, Мексика

## Cladothela
Cladothela Kishida, 1928
- Cladothela auster Kamura, 1997 — Япония
- Cladothela bistorta Zhang, Song & Zhu, 2002 — Китай
- Cladothela boninensis Kishida, 1928 — Япония
- Cladothela hupingensis Yin, 2012 — Китай
- Cladothela joannisi (Schenkel, 1963) — Китай
- Cladothela ningmingensis Zhang, Yin & Bao, 2004 — Китай
- Cladothela oculinotata (Bosenberg & Strand, 1906) — Китай, Корея, Япония
- Cladothela parva Kamura, 1991 — Китай, Япония
- Cladothela tortiembola Paik, 1992 — Корея
- Cladothela unciinsignita (Bosenberg & Strand, 1906) — Япония

## Civizelotes
Civizelotes Senglet, 2012
- Civizelotes caucasius (L. Koch, 1866) — Европа до Центральной Азии
- Civizelotes civicus (Simon, 1878) — Европа, Марокко
- Civizelotes dentatidens (Simon, 1914) — Испания, Франция, Сардиния
- Civizelotes gracilis (Canestrini, 1868) — Европа, Россия
- Civizelotes ibericus Senglet, 2012 — Испания
- Civizelotes medianoides Senglet, 2012 — Испания
- Civizelotes medianus (Denis, 1935) — Испания, Франция, Андорра
- Civizelotes pygmaeus (Miller, 1943) — Европа до Казахстана
- Civizelotes solstitialis (Levy, 1998) — Болгария, Греция, Крит, Турция, Израиль

## Coillina
Coillina Yin & Peng, 1998
- Coillina baka Yin & Peng, 1998 — Китай

## Coreodrassus
Coreodrassus Paik, 1984
- Coreodrassus forficalus Zhang & Zhu, 2008 — Китай
- Coreodrassus lancearius (Simon, 1893) — Казахстан, Китай, Корея, Япония
- Coreodrassus semidesertus Ponomarev & Tsvetkov, 2006 — Казахстан

## Cryptodrassus
Cryptodrassus Miller, 1943
- Cryptodrassus creticus Chatzaki, 2002 — Крит, Турция
- Cryptodrassus hungaricus (Balogh, 1935) — Европа

## Cubanopyllus
Cubanopyllus Alayon & Platnick, 1993
- Cubanopyllus inconspicuus (Bryant, 1940) — Куба

## Diaphractus
Diaphractus Purcell, 1907
- Diaphractus assimilis Tullgren, 1910 — Восточная Африка
- Diaphractus leipoldti Purcell, 1907 — Южная Африка
- Diaphractus muticus Lawrence, 1927 — Намибия

## Drassodes
Drassodes Западнаяring, 1851
- Drassodes acrotirius Roewer, 1928 — Крит
- Drassodes adisensis Strand, 1906 — Эфиопия
- Drassodes affinis (Nicolet, 1849) — Чили
- Drassodes afghanus Roewer, 1961 — Афганистан
- Drassodes albicans (Simon, 1878) — Средиземноморье
- Drassodes andamanensis Tikader, 1977 — Андаманские острова
- Drassodes andorranus Denis, 1938 — Андорра
- Drassodes angulus Platnick & Shadab, 1976 — США
- Drassodes arapensis Strand, 1908 — Перу
- Drassodes archibensis Ponomarev & Alieva, 2008 — Россия
- Drassodes assimilatus (Blackwall, 1865) — Канарские Острова, Кабо-Верде
- Drassodes astrologus (O. P.-Cambridge, 1874) — Индия
- Drassodes auriculoides Barrows, 1919 — США
- Drassodes auritus Schenkel, 1963 — Россия, Казахстан, Китай
- Drassodes bechuanicus Tucker, 1923 — Южная Африка
- Drassodes bendamiranus Roewer, 1961 — Афганистан
- Drassodes bicurvatus Roewer, 1961 — Афганистан
- Drassodes bifidus Kovblyuk & Seyyar, 2009 — Турция
- Drassodes brachythelis (Thorell, 1890) — Суматра
- Drassodes braendegaardi Caporiacco, 1949 — Кения
- Drassodes caffrerianus Purcell, 1907 — Южная Африка
- Drassodes calceatus Purcell, 1907 — Южная Африка
- Drassodes cambridgei Roewer, 1951 — Индия
- Drassodes canaglensis Caporiacco, 1927 — Словения
- Drassodes carinivulvus Caporiacco, 1934 — Индия
- Drassodes caspius Ponomarev & Tsvetkov, 2006 — Казахстан, Россия
- Drassodes cerinus Simon, 1897 — Индия
- Drassodes charcoviae (Thorell, 1875) — Украина
- Drassodes charitonovi Tuneva, 2005 — Казахстан
- Drassodes chybyndensis Esyunin & Tuneva, 2002 — Россия, Казахстан
- Drassodes clavifemur (Reimoser, 1935) — Каракорум
- Drassodes corticalis (Lucas, 1846) — Алжир
- Drassodes crassipalpus (Roewer, 1961) — Афганистан
- Drassodes crassipes (Lucas, 1846) — Алжир
- Drassodes cupa Tuneva, 2005 — Казахстан
- Drassodes cupreus (Blackwall, 1834) — Палеарктика
- Drassodes dagestanus Ponomarev & Alieva, 2008 — Россия
- Drassodes daliensis Yang & Song, 2003 — Китай
- Drassodes delicatus (Blackwall, 1867) — Индия
- Drassodes deoprayagensis Tikader & Gajbe, 1975 — Индия
- Drassodes depilosus Donitz & Strand, 1906 — Япония
- Drassodes deserticola Simon, 1893 — Алжир, Ливия
- Drassodes difficilis (Simon, 1878) — Франция
- Drassodes dispulsoides Schenkel, 1963 — Китай
- Drassodes distinctus (Lucas, 1846) — Алжир
- Drassodes dregei Purcell, 1907 — Южная Африка
- Drassodes drydeni Petrunkevitch, 1914 — Мьянма
- Drassodes ellenae (Barrion & Litsinger, 1995) — Филиппины
- Drassodes ereptor Purcell, 1907 — Южная Африка
- Drassodes falciger Jezequel, 1965 — Кот-д’Ивуар
- Drassodes fedtschenkoi (Kroneberg, 1875) — Узбекистан
- Drassodes fugax (Simon, 1878) — Палеарктика
- Drassodes gangeticus Tikader & Gajbe, 1975 — Индия
- Drassodes gilvus Tullgren, 1910 — Восточная Африка
- Drassodes gooldi Purcell, 1907 — Южная Африка
- Drassodes gosiutus Chamberlin, 1919 — США, Канада
- Drassodes gujaratensis Patel & Patel, 1975 — Индия
- Drassodes hamiger (Thorell, 1877) — Сулавеси
- Drassodes hebei Song, Zhu & Zhang, 2004 — Китай
- Drassodes helenae Purcell, 1907 — Южная Африка
- Drassodes heterophthalmus Simon, 1905 — Индия
- Drassodes himalayensis Tikader & Gajbe, 1975 — Индия
- Drassodes ignobilis Petrunkevitch, 1914 — Мьянма
- Drassodes imbecillus (L. Koch, 1875) — Эфиопия
- Drassodes inermis (Simon, 1878) — Франция
- Drassodes infletus (O. P.-Cambridge, 1885) — Яркенд, Россия, Монголия
- Drassodes insidiator Thorell, 1897 — Мьянма
- Drassodes insignis (Blackwall, 1862) — Бразилия
- Drassodes interemptor (O. P.-Cambridge, 1885) — Яркенд
- Drassodes interlisus (O. P.-Cambridge, 1885) — Яркенд
- Drassodes interpolator (O. P.-Cambridge, 1885) — Таджикистан, Яркенд
- Drassodes involutus (O. P.-Cambridge, 1885) — Яркенд
- Drassodes jakkabagensis Charitonov, 1946 — Центральная Азия
- Drassodes jiufeng Tang, Song & Zhang, 2001 — Китай
- Drassodes kaszabi Loksa, 1965 — Россия, Монголия
- Drassodes katunensis Marusik, Hippa & Koponen, 1996 — Россия
- Drassodes kibonotensis Tullgren, 1910 — Восточная Африка
- Drassodes krausi (Roewer, 1961) — Афганистан
- Drassodes kwantungensis Saito, 1937 — Китай
- Drassodes lacertosus (O. P.-Cambridge, 1872) — Греция, Турция, Израиль, Сирия
- Drassodes lapidosus (Walckenaer, 1802) — Палеарктика
  - Drassodes lapidosus bidens (Simon, 1878) — Франция
- Drassodes lapsus (O. P.-Cambridge, 1885) — Яркенд
- Drassodes licenti Schenkel, 1953 — Монголия
- Drassodes lindbergi Roewer, 1961 — Афганистан
- Drassodes lividus Denis, 1958 — Афганистан
- Drassodes longispinus Marusik & Logunov, 1995 — Россия, Китай
- Drassodes lophognathus Purcell, 1907 — Южная Африка
- Drassodes luridus (O. P.-Cambridge, 1874) — Индия
- Drassodes luteomicans (Simon, 1878) — Южная Европа
- Drassodes lutescens (C. L. Koch, 1839) — Средиземноморье до Пакистана
- Drassodes lyratus Purcell, 1907 — Южная Африка
- Drassodes lyriger Simon, 1909 — Эфиопия
- Drassodes macilentus (O. P.-Cambridge, 1874) — Индия
- Drassodes malagassicus (Butler, 1879) — Мадагаскар
- Drassodes mandibularis (L. Koch, 1866) — Россия
- Drassodes manducator (Thorell, 1897) — Мьянма
- Drassodes masculus Tucker, 1923 — Южная Африка
- Drassodes mauritanicus Denis, 1945 — Северная Африка
- Drassodes meghalayaensis Tikader & Gajbe, 1977 — Индия
- Drassodes mirus Platnick & Shadab, 1976 — Голарктика
- Drassodes montenegrinus (Kulczynski, 1897) — Хорватия, Сербия
- Drassodes monticola (Kroneberg, 1875) — Центральная Азия
- Drassodes myogaster (Bertkau, 1880) — Германия
- Drassodes nagqu Song, Zhu & Zhang, 2004 — Китай
- Drassodes narayanpurensis Gajbe, 2005 — Индия
- Drassodes natali Esyunin & Tuneva, 2002 — Россия
- Drassodes neglectus (Keyserling, 1887) — Голарктика
- Drassodes nigroscriptus Simon, 1909 — Марокко
  - Drassodes nigroscriptus deminutus Simon, 1909 — Марокко
- Drassodes nox Donitz & Strand, 1906 — Япония
- Drassodes nugatorius (Karsch, 1881) — Ливия, Arabia
- Drassodes obscurus (Lucas, 1846) — Алжир
- Drassodes orientalis (L. Koch, 1866) — Россия, Украина
- Drassodes parauritus Song, Zhu & Zhang, 2004 — Китай
- Drassodes paroculus Simon, 1893 — Испания
- Drassodes parvidens Caporiacco, 1934 — Индия, Пакистан
- Drassodes pashanensis Tikader & Gajbe, 1977 — Индия
- Drassodes pectinifer Schenkel, 1936 — Китай
- Drassodes phagduaensis Tikader, 1964 — Непал
- Drassodes placidulus Simon, 1914 — Франция
- Drassodes platnicki Song, Zhu & Zhang, 2004 — Россия, Монголия, Китай
- Drassodes prosthesimiformis Strand, 1906 — Эфиопия
- Drassodes pseudolesserti Loksa, 1965 — Казахстан, Монголия, Китай
- Drassodes pubescens (Thorell, 1856) — Палеарктика
- Drassodes rhodanicus Simon, 1914 — Франция
- Drassodes robatus Roewer, 1961 — Афганистан
- Drassodes rostratus Esyunin & Tuneva, 2002 — Россия, Казахстан
- Drassodes rubicundulus Caporiacco, 1934 — Индия, Пакистан
- Drassodes rubidus (Simon, 1878) — от Испании до Италии
- Drassodes rufipes (Lucas, 1846) — Алжир
- Drassodes rugichelis Denis, 1962 — Мадейра
- Drassodes russulus (Thorell, 1890) — Ява
- Drassodes saccatus (Emerton, 1890) — Северная Америка
- Drassodes saganus Strand, 1918 — Япония
- Drassodes sagarensis Tikader, 1982 — Индия
- Drassodes saitoi Schenkel, 1963 — Китай
- Drassodes serratichelis (Roewer, 1928) — Мальорка, Крит, Турция, Украина, Израиль, США
- Drassodes serratidens Schenkel, 1963 — Россия, Китай, Корея, Япония
- Drassodes sesquidentatus Purcell, 1908 — Южная Африка
- Drassodes shawanensis Song, Zhu & Zhang, 2004 — Китай
- Drassodes similis Nosek, 1905 — Турция
- Drassodes simplex Kulczynski, 1926 — Россия
- Drassodes simplicivulvus Caporiacco, 1940 — Эфиопия
- Drassodes singulariformis Roewer, 1951 — Индия
- Drassodes sirmourensis (Tikader & Gajbe, 1977) — Индия, Китай
- Drassodes sitae Tikader & Gajbe, 1975 — Индия
- Drassodes sockniensis (Karsch, 1881) — Ливия
- Drassodes solitarius Purcell, 1907 — Южная Африка
- Drassodes soussensis Denis, 1956 — Марокко
- Drassodes spinicrus Caporiacco, 1928 — Ливия
- Drassodes splendens Tucker, 1923 — Южная Африка
- Drassodes stationis Tucker, 1923 — Южная Африка
- Drassodes sternatus Strand, 1906 — Эфиопия
- Drassodes striatus (L. Koch, 1866) — Балканы
- Drassodes subviduatus Strand, 1906 — Эфиопия
- Drassodes taehadongensis Paik, 1995 — Корея
- Drassodes tarrhunensis (Karsch, 1881) — Ливия
- Drassodes termezius Roewer, 1961 — Афганистан
- Drassodes tesselatus Purcell, 1907 — Южная Африка
- Drassodes thaleri Herve & Rollard, 2009 — Франция
- Drassodes thimei (L. Koch, 1878) — Туркменистан
- Drassodes tikaderi (Gajbe, 1987) — Индия
- Drassodes tiritschensis Miller & Buchar, 1972 — Афганистан
- Drassodes tortuosus Tucker, 1923 — Южная Африка
- Drassodes unicolor (O. P.-Cambridge, 1872) — Крит, Ливия, Египт, Ливан, Израиль
- Drassodes uritai Tang et al., 1999 — Китай
- Drassodes venustus (Nicolet, 1849) — Чили
- Drassodes villosus (Thorell, 1856) — Палеарктика
- Drassodes viveki (Gajbe, 1992) — Индия
- Drassodes voigti (Bosenberg, 1899) — Германия, Балканы
- Drassodes vorax Strand, 1906 — Эфиопия

## Drassodex
Drassodex Murphy, 2007
- Drassodex cervinus (Simon, 1914) — Испания, Франция
- Drassodex drescoi Herve, Roberts & Murphy, 2009 — Франция, Швейцария, Италия
- Drassodex fritillifer (Simon, 1914) — Испания, Франция
- Drassodex granja Herve, Roberts & Murphy, 2009 — Испания
- Drassodex heeri (Pavesi, 1873) — Европа
- Drassodex hispanus (L. Koch, 1866) — Европа
- Drassodex hypocrita (Simon, 1878) — Европа, Россия
- Drassodex lesserti (Schenkel, 1936) — Франция, Швейцария
- Drassodex simoni Herve, Roberts & Murphy, 2009 — Франция, Швейцария
- Drassodex validior (Simon, 1914) — Франция

## Drassyllus
Drassyllus Chamberlin, 1922
- Drassyllus adocetus Chamberlin, 1936 — США
- Drassyllus adullam Levy, 2009 — Израиль
- Drassyllus alachua Platnick & Shadab, 1982 — США
- Drassyllus amamiensis Kamura, 2011 — Япония
- Drassyllus antonito Platnick & Shadab, 1982 — США, Мексика
- Drassyllus aprilinus (Banks, 1904) — США, Мексика
- Drassyllus arizonensis (Banks, 1901) — США, Мексика
- Drassyllus baccus Platnick & Shadab, 1982 — Мексика
- Drassyllus barbus Platnick, 1984 — США
- Drassyllus biglobus Paik, 1986 — Россия, Корея
- Drassyllus broussardi Platnick & Horner, 2007 — США
- Drassyllus callus Platnick & Shadab, 1982 — Мексика
- Drassyllus carbonarius (O. P.-Cambridge, 1872) — Израиль
- Drassyllus cerrus Platnick & Shadab, 1982 — США
- Drassyllus chibus Platnick & Shadab, 1982 — Мексика
- Drassyllus coajus Platnick & Shadab, 1982 — Мексика
- Drassyllus conformans Chamberlin, 1936 — США, Мексика
- Drassyllus coreanus Paik, 1986 — Китай, Корея
- Drassyllus covensis Exline, 1962 — США
- Drassyllus creolus Chamberlin & Gertsch, 1940 — США, Канада
- Drassyllus crimeaensis Kovblyuk, 2003 — Греция, Украина, Турция, Россия, Азербайджан
- Drassyllus depressus (Emerton, 1890) — США, Канада
- Drassyllus dixinus Chamberlin, 1922 — США
- Drassyllus dromeus Chamberlin, 1922 — США, Канада
- Drassyllus durango Platnick & Shadab, 1982 — Мексика
- Drassyllus ellipes Chamberlin & Gertsch, 1940 — США
- Drassyllus eremitus Chamberlin, 1922 — США, Канада
- Drassyllus eremophilus Chamberlin & Gertsch, 1940 — США, Канада
- Drassyllus eurus Platnick & Shadab, 1982 — США
- Drassyllus excavatus (Schenkel, 1963) — Китай
- Drassyllus fallens Chamberlin, 1922 — США, Канада
- Drassyllus fractus Chamberlin, 1936 — США
- Drassyllus fragilis Ponomarev, 2008 — Казахстан
- Drassyllus frigidus (Banks, 1892) — США
- Drassyllus gammus Platnick & Shadab, 1982 — Мексика
- Drassyllus gynosaphes Chamberlin, 1936 — США
- Drassyllus huachuca Platnick & Shadab, 1982 — США
- Drassyllus inanus Chamberlin & Gertsch, 1940 — США
- Drassyllus insularis (Banks, 1900) — Северная Америка
- Drassyllus jabalpurensis Gajbe, 2005 — Индия
- Drassyllus jubatopalpis Levy, 1998 — Турция, Израиль
- Drassyllus khajuriai Tikader & Gajbe, 1976 — Индия
- Drassyllus lamprus (Chamberlin, 1920) — Северная Америка
- Drassyllus lepidus (Banks, 1899) — США, Мексика
- Drassyllus louisianus Chamberlin, 1922 — США
- Drassyllus lutetianus (L. Koch, 1866) — Европа до Казахстана
- Drassyllus mahabalei Tikader, 1982 — Индия
- Drassyllus mazus Platnick & Shadab, 1982 — Мексика
- Drassyllus mexicanus (Banks, 1898) — США, Мексика
- Drassyllus mirus Platnick & Shadab, 1982 — Мексика
- Drassyllus mormon Chamberlin, 1936 — США, Мексика
- Drassyllus mumai Gertsch & Riechert, 1976 — США, Мексика
- Drassyllus nannellus Chamberlin & Gertsch, 1940 — США, Канада
- Drassyllus niger (Banks, 1896) — США, Канада
- Drassyllus notonus Chamberlin, 1928 — США, Мексика
- Drassyllus novus (Banks, 1895) — США, Канада
- Drassyllus ojus Platnick & Shadab, 1982 — США, Мексика
- Drassyllus orgilus Chamberlin, 1922 — США, Мексика
- Drassyllus orlando Platnick & Corey, 1989 — США
- Drassyllus pantherius Hu & Wu, 1989 — Китай
- Drassyllus platnicki Gajbe, 1987 — Индия
- Drassyllus praeficus (L. Koch, 1866) — Европа до Центральной Азии
- Drassyllus proclesis Chamberlin, 1922 — США
- Drassyllus prosaphes Chamberlin, 1936 — США, Мексика
- Drassyllus puebla Platnick & Shadab, 1982 — Мексика
- Drassyllus pumiloides Chatzaki, 2003 — Крит
- Drassyllus pumilus (C. L. Koch, 1839) — Европа до Центральной Азии
- Drassyllus pusillus (C. L. Koch, 1833) — Палеарктика
- Drassyllus ratnagiriensis Tikader & Gajbe, 1976 — Индия
- Drassyllus rufulus (Banks, 1892) — США, Канада
- Drassyllus salton Platnick & Shadab, 1982 — США
- Drassyllus sanmenensis Platnick & Song, 1986 — Китай, Корея, Япония
- Drassyllus saphes Chamberlin, 1936 — Северная Америка
- Drassyllus sasakawai Kamura, 1987 — Корея, Япония
- Drassyllus seminolus Chamberlin & Gertsch, 1940 — США
- Drassyllus shaanxiensis Platnick & Song, 1986 — Россия, Китай, Корея, Япония
- Drassyllus sinton Platnick & Shadab, 1982 — США, Мексика
- Drassyllus socius Chamberlin, 1922 — США, Канада
- Drassyllus sonus Platnick & Shadab, 1982 — Мексика
- Drassyllus sur Tuneva & Esyunin, 2003 — Турция, Россия, Казахстан
- Drassyllus talus Platnick & Shadab, 1982 — Мексика
- Drassyllus tepus Platnick & Shadab, 1982 — Мексика
- Drassyllus texamans Chamberlin, 1936 — США, Мексика
- Drassyllus tinus Platnick & Shadab, 1982 — Мексика
- Drassyllus villicoides (Giltay, 1932) — Греция
- Drassyllus villicus (Thorell, 1875) — Европа
- Drassyllus villus Platnick & Shadab, 1982 — Мексика
- Drassyllus vinealis (Kulczynski, 1897) — Палеарктика
- Drassyllus yaginumai Kamura, 1987 — Япония
- Drassyllus yunnanensis Platnick & Song, 1986 — Китай, Мьянма
- Drassyllus zimus Platnick & Shadab, 1982 — Мексика

## Echemella
Echemella Strand, 1906
- Echemella occulta (Benoit, 1965) — Конго
- Echemella pavesii (Simon, 1909) — Эфиопия
- Echemella quinquedentata Strand, 1906 — Эфиопия
- Echemella sinuosa Murphy & Russell-Smith, 2007 — Эфиопия
- Echemella strandi (Caporiacco, 1940) — Эфиопия
- Echemella tenuis Murphy & Russell-Smith, 2007 — Эфиопия

## Echemographis
Echemographis Caporiacco, 1955
- Echemographis distincta Caporiacco, 1955 — Венесуэла

## Echemoides
Echemoides Mello-Leitao, 1938
- Echemoides aguilari Platnick & Shadab, 1979 — Перу
- Echemoides argentinus (Mello-Leitao, 1940) — Аргентина
- Echemoides balsa Platnick & Shadab, 1979 — Аргентина
- Echemoides cekalovici Platnick, 1983 — Чили
- Echemoides chilensis Platnick, 1983 — Чили
- Echemoides gayi (Simon, 1904) — Чили
- Echemoides giganteus Mello-Leitao, 1938 — Аргентина
- Echemoides illapel Platnick & Shadab, 1979 — Чили
- Echemoides malleco Platnick & Shadab, 1979 — Чили
- Echemoides mauryi Platnick & Shadab, 1979 — Парагвай, Аргентина
- Echemoides penai Platnick & Shadab, 1979 — Перу, Чили
- Echemoides penicillatus (Mello-Leitao, 1942) — Парагвай, Аргентина
- Echemoides rossi Platnick & Shadab, 1979 — Чили
- Echemoides schlingeri Platnick & Shadab, 1979 — Чили
- Echemoides tofo Platnick & Shadab, 1979 — Чили

## Echemus
Echemus Simon, 1878
- Echemus angustifrons (Западнаяring, 1861) — Европа до Центральной Азии
  - Echemus angustifrons balticus (Lohmander, 1942) — Швеция
- Echemus chaetognathus (Thorell, 1887) — Мьянма
- Echemus chaperi Simon, 1885 — Индия
- Echemus chebanus (Thorell, 1897) — Мьянма
- Echemus chialanus Thorell, 1897 — Мьянма
- Echemus dilutus (L. Koch, 1873) — Квинсленд
- Echemus erutus Tucker, 1923 — Южная Африка
- Echemus escalerai Simon, 1909 — Марокко
- Echemus ghecuanus (Thorell, 1897) — Мьянма
- Echemus giaii Gerschman & Schiapelli, 1948 — Аргентина
- Echemus hamipalpis (Kroneberg, 1875) — Узбекистан
- Echemus incinctus Simon, 1907 — Западная Африка
- Echemus inermis Mello-Leitao, 1939 — Бразилия
- Echemus lacertosus Simon, 1907 — Принсипи
- Echemus levyi Kovblyuk & Seyyar, 2009 — Турция
- Echemus modestus Kulczynski, 1899 — Мадейра
- Echemus orinus (Thorell, 1897) — Мьянма
- Echemus pictus Kulczynski, 1911 — Ява
- Echemus plapoensis (Thorell, 1897) — Мьянма
- Echemus scutatus (Simon, 1879) — Южная Европа, Северная Африка
- Echemus sibiricus Marusik & Logunov, 1995 — Россия
- Echemus viveki Gajbe, 1989 — Индия

## Eilica
Eilica Keyserling, 1891
- Eilica albopunctata (Hogg, 1896) — Южная Австралия, Квинсленд
- Eilica amambay Platnick, 1985 — Бразилия, Парагвай
- Eilica bedourie Platnick, 1985 — Квинсленд
- Eilica bicolor Banks, 1896 — от США до Гондураса, Куба, Ямайка
- Eilica bonda Muller, 1987 — Колумбия
- Eilica chickeringi Platnick, 1975 — Панама
- Eilica cincta (Simon, 1893) — Западная, Центральная Африка
- Eilica contacta Platnick, 1975 — Квинсленд, Новый Южный Уэльс
- Eilica daviesae Platnick, 1985 — Квинсленд
- Eilica fusca Platnick, 1975 — Южная Африка
- Eilica giga FitzPatrick, 1994 — Зимбабве
- Eilica kandarpae Nigam & Patel, 1996 — Индия
- Eilica lotzi FitzPatrick, 2002 — Южная Африка
- Eilica maculipes (Vellard, 1925) — Бразилия
- Eilica marchantaria Brescovit & Hofer, 1993 — Бразилия
- Eilica modesta Keyserling, 1891 — Бразилия, Уругвай, Аргентина
- Eilica mullaroo Platnick, 1988 — Виктория
- Eilica myrmecophila (Simon, 1903) — Перу, Аргентина
- Eilica obscura (Keyserling, 1891) — Бразилия
- Eilica platnicki Tikader & Gajbe, 1977 — Индия
- Eilica pomposa Medan, 2001 — Бразилия, Аргентина
- Eilica rotunda Platnick, 1975 — Квинсленд
- Eilica rufithorax (Simon, 1893) — Венесуэла, Бразилия
- Eilica serrata Platnick, 1975 — Квинсленд, Западная Австралия
- Eilica songadhensis Patel, 1988 — Индия
- Eilica tikaderi Platnick, 1976 — Индия
- Eilica trilineata (Mello-Leitao, 1941) — Аргентина, Чили, Бразилия
- Eilica uniformis (Schiapelli & Gerschman, 1942) — Аргентина

## Encoptarthria
Encoptarthria Main, 1954
- Encoptarthria echemophthalma (Simon, 1908) — Западная Австралия
- Encoptarthria grisea (L. Koch, 1873) — Австралия
- Encoptarthria penicillata (Simon, 1908) — Западная Австралия
- Encoptarthria perpusilla (Simon, 1908) — Западная Австралия
- Encoptarthria vestigator (Simon, 1908) — Западная Австралия

## Epicharitus
Epicharitus Rainbow, 1916
- Epicharitus leucosemus Rainbow, 1916 — Квинсленд

## Fedotovia
Fedotovia Charitonov, 1946
- Fedotovia mongolica Marusik, 1993 — Монголия
- Fedotovia uzbekistanica Charitonov, 1946 — Центральная Азия, Монголия

## Gertschosa
Gertschosa Platnick & Shadab, 1981
- Gertschosa amphiloga (Chamberlin, 1936) — США, Мексика
- Gertschosa cincta (Banks, 1929) — Панама
- Gertschosa concinna (Simon, 1895) — Мексика
- Gertschosa palisadoes Platnick & Shadab, 1981 — Ямайка

## Gnaphosa
Gnaphosa Latreille, 1804
- Gnaphosa aborigena Tyschchenko, 1965 — Казахстан
- Gnaphosa akagiensis Hayashi, 1994 — Япония
- Gnaphosa alacris Simon, 1878 — Франция, Италия, Хорватия, Марокко
- Gnaphosa alpica Simon, 1878 — Европа
- Gnaphosa altudona Chamberlin, 1922 — США
- Gnaphosa antipola Chamberlin, 1933 — США, Канада
- Gnaphosa artaensis Wunderlich, 2011 — Мальорка
- Gnaphosa atramentaria Simon, 1878 — Франция
- Gnaphosa azerbaidzhanica Tuneva & Esyunin, 2003 — Азербайджан
- Gnaphosa badia (L. Koch, 1866) — Европа до Азербайджана
- Gnaphosa balearicola Strand, 1942 — Балеарские острова
- Gnaphosa banini Marusik & Koponen, 2001 — Россия, Монголия
- Gnaphosa basilicata Simon, 1882 — Италия
- Gnaphosa belyaevi Ovtsharenko, Platnick & Song, 1992 — Монголия
- Gnaphosa betpaki Ovtsharenko, Platnick & Song, 1992 — Россия, Казахстан
- Gnaphosa bicolor (Hahn, 1833) — Европа до Украины, Грузия
- Gnaphosa bithynica Kulczynski, 1903 — Крит, Турция
- Gnaphosa borea Kulczynski, 1908 — Голарктика
- Gnaphosa brumalis Thorell, 1875 — США, Канада, Аляска
- Gnaphosa californica Banks, 1904 — США, Канада
- Gnaphosa campanulata Zhang & Song, 2001 — Китай
- Gnaphosa cantabrica Simon, 1914 — Испания, Франция
- Gnaphosa caucasica Ovtsharenko, Platnick & Song, 1992 — Россия
- Gnaphosa chiapas Platnick & Shadab, 1975 — Мексика
- Gnaphosa chihuahua Platnick & Shadab, 1975 — Мексика
- Gnaphosa chola Ovtsharenko & Marusik, 1988 — Россия, Монголия, Китай
- Gnaphosa clara (Keyserling, 1887) — Северная Америка
- Gnaphosa corticola Simon, 1914 — Франция
- Gnaphosa cumensis Ponomarev, 1981 — Украина, Россия, Монголия
- Gnaphosa cyrenaica (Caporiacco, 1949) — Ливия
- Gnaphosa danieli Miller & Buchar, 1972 — Афганистан
- Gnaphosa dege Ovtsharenko, Platnick & Song, 1992 — Киргизия, Китай
- Gnaphosa dentata Platnick & Shadab, 1975 — США
- Gnaphosa deserta Ponomarev & Dvadnenko, 2011 — Россия
- Gnaphosa dolosa Herman, 1879 — Палеарктика
- Gnaphosa eskovi Ovtsharenko, Platnick & Song, 1992 — Казахстан
- Gnaphosa eucalyptus Ghafoor & Beg, 2002 — Пакистан
- Gnaphosa fagei Schenkel, 1963 — Казахстан, Китай
- Gnaphosa fallax Herman, 1879 — Венгрия
- Gnaphosa fontinalis Keyserling, 1887 — США, Мексика
- Gnaphosa funerea (Dalmas, 1921) — Остров Святой Елены
- Gnaphosa gracilior Kulczynski, 1901 — Россия, Монголия, Китай
- Gnaphosa haarlovi Denis, 1958 — Центральная Азия
- Gnaphosa halophila Esyunin & Efimik, 1997 — Россия
- Gnaphosa hastata Fox, 1937 — Китай, Корея
- Gnaphosa hirsutipes Banks, 1901 — США, Мексика
- Gnaphosa iberica Simon, 1878 — Испания
- Gnaphosa ilika Ovtsharenko, Platnick & Song, 1992 — Казахстан, Киргизия, Узбекистан
- Gnaphosa inconspecta Simon, 1878 — Палеарктика
- Gnaphosa jodhpurensis Tikader & Gajbe, 1977 — Индия, Китай
- Gnaphosa jucunda Thorell, 1875 — Россия, Украина
- Gnaphosa kailana Tikader, 1966 — Индия
- Gnaphosa kamurai Ovtsharenko, Platnick & Song, 1992 — Япония
- Gnaphosa kankhalae Biswas & Roy, 2008 — Индия
- Gnaphosa kansuensis Schenkel, 1936 — Россия, Китай, Корея
- Gnaphosa ketmer Tuneva, 2005 — Казахстан
- Gnaphosa kompirensis Bosenberg & Strand, 1906 — Россия, Китай, Корея, Тайвань, Япония, Вьетнам
- Gnaphosa kuldzha Ovtsharenko, Platnick & Song, 1992 — Туркменистан, Киргизия
- Gnaphosa kurchak Ovtsharenko, Platnick & Song, 1992 — Киргизия
- Gnaphosa lapponum (L. Koch, 1866) — Европа до Центральной Азии
  - Gnaphosa lapponum inermis Strand, 1899 — Норвегия
- Gnaphosa leporina (L. Koch, 1866) — Палеарктика
- Gnaphosa licenti Schenkel, 1953 — Казахстан, Россия, Монголия, Китай, Корея
- Gnaphosa limbata Strand, 1900 — Норвегия
- Gnaphosa lonai Caporiacco, 1949 — Италия
- Gnaphosa lucifuga (Walckenaer, 1802) — Палеарктика
  - Gnaphosa lucifuga minor Nosek, 1905 — Турция
- Gnaphosa luctifica Simon, 1879 — Франция
- Gnaphosa lugubris (C. L. Koch, 1839) — Европа до Центральной Азии
- Gnaphosa mandschurica Schenkel, 1963 — Россия, Монголия, Китай, Непал
- Gnaphosa maritima Platnick & Shadab, 1975 — США, Мексика
- Gnaphosa mcheidzeae Mikhailov, 1998 — Грузия
- Gnaphosa microps Holm, 1939 — Голарктика
- Gnaphosa modestior Kulczynski, 1897 — Восточная Европа до Азербайджана
- Gnaphosa moerens O. P.-Cambridge, 1885 — Китай, Непал
- Gnaphosa moesta Thorell, 1875 — Венгрия, Румыния, Украина, Россия
- Gnaphosa mongolica Simon, 1895 — Турция, от Венгрии до Китая
- Gnaphosa montana (L. Koch, 1866) — Палеарктика
- Gnaphosa muscorum (L. Koch, 1866) — Голарктика
  - Gnaphosa muscorum gaunitzi Tullgren, 1955 — Швеция, Россия
- Gnaphosa namulinensis Hu, 2001 — Китай
- Gnaphosa nigerrima L. Koch, 1877 — Палеарктика
- Gnaphosa nordlandica Strand, 1900 — Норвегия
- Gnaphosa norvegica Strand, 1900 — Норвегия
- Gnaphosa occidentalis Simon, 1878 — Западная Европа
- Gnaphosa oceanica Simon, 1878 — Франция
- Gnaphosa oligerae Ovtsharenko & Platnick, 1998 — Россия
- Gnaphosa opaca Herman, 1879 — Европа до Центральной Азии
- Gnaphosa orchymonti Giltay, 1932 — Македония
- Gnaphosa orites Chamberlin, 1922 — Голарктика
- Gnaphosa ovchinnikovi Ovtsharenko, Platnick & Song, 1992 — Киргизия
- Gnaphosa pakistanica Ovtchinnikov, Ahmad & Inayatullah, 2008 — Пакистан
- Gnaphosa parvula Banks, 1896 — США, Канада, Аляска
- Gnaphosa pauriensis Tikader & Gajbe, 1977 — Индия
- Gnaphosa pengi Zhang & Yin, 2001 — Китай
- Gnaphosa perplexa Denis, 1958 — Афганистан
- Gnaphosa petrobia L. Koch, 1872 — Европа
- Gnaphosa pilosa Savelyeva, 1972 — Казахстан
- Gnaphosa poonaensis Tikader, 1973 — Индия
- Gnaphosa porrecta Strand, 1900 — Норвегия
- Gnaphosa potanini Simon, 1895 — Россия, Монголия, Китай, Корея, Япония
- Gnaphosa potosi Platnick & Shadab, 1975 — Мексика
- Gnaphosa primorica Ovtsharenko, Platnick & Song, 1992 — Россия, Япония
- Gnaphosa prosperi Simon, 1878 — Испания
- Gnaphosa pseashcho Ovtsharenko, Platnick & Song, 1992 — Россия
- Gnaphosa pseudoleporina Ovtsharenko, Platnick & Song, 1992 — Россия
- Gnaphosa rasnitsyni Marusik, 1993 — Монголия
- Gnaphosa reikhardi Ovtsharenko, Platnick & Song, 1992 — Казахстан, Киргизия
- Gnaphosa rhenana Muller & Schenkel, 1895 — Швейцария, Германия, Австрия, Италия, Румыния
- Gnaphosa rohtakensis Gajbe, 1992 — Индия
- Gnaphosa rufula (L. Koch, 1866) — Венгрия, Россия, Казахстан, Ливан, Израиль
- Gnaphosa salsa Platnick & Shadab, 1975 — США, Мексика
- Gnaphosa sandersi Gertsch & Davis, 1940 — Мексика
- Gnaphosa saurica Ovtsharenko, Platnick & Song, 1992 — Россия, Украина, Грузия, Центральная Азия
- Gnaphosa saxosa Platnick & Shadab, 1975 — США
- Gnaphosa secreta Simon, 1878 — Франция
- Gnaphosa sericata (L. Koch, 1866) — от США до Гватемалы, Куба
- Gnaphosa sinensis Simon, 1880 — Китай, Корея
- Gnaphosa snohomish Platnick & Shadab, 1975 — США, Канада
- Gnaphosa songi Zhang, 2001 — Китай
- Gnaphosa sonora Platnick & Shadab, 1975 — Мексика
- Gnaphosa steppica Ovtsharenko, Platnick & Song, 1992 — от Турции до Казахстана
- Gnaphosa sticta Kulczynski, 1908 — Палеарктика
- Gnaphosa stoliczkai O. P.-Cambridge, 1885 — Китай
- Gnaphosa stussineri Simon, 1885 — Греция
- Gnaphosa synthetica Chamberlin, 1924 — США, Мексика
- Gnaphosa tarabaevi Ovtsharenko, Platnick & Song, 1992 — Казахстан, Киргизия
- Gnaphosa taurica Thorell, 1875 — от Болгарии до Китая
- Gnaphosa tenebrosa Fox, 1938 — вероятно Мексика
- Gnaphosa tetrica Simon, 1878 — Франция, Македония
- Gnaphosa tigrina Simon, 1878 — Средиземноморье до России
- Gnaphosa tumd Tang, Song & Zhang, 2001 — Китай
- Gnaphosa tuvinica Marusik & Logunov, 1992 — Россия, Монголия
- Gnaphosa ukrainica Ovtsharenko, Platnick & Song, 1992 — Украина, Россия, Туркменистан
- Gnaphosa ustyuzhanini Fomichev, Marusik & Omelko, 2013 — Монголия
- Gnaphosa utahana Banks, 1904 — США
- Gnaphosa wiehlei Schenkel, 1963 — Россия, Монголия, Китай
- Gnaphosa xieae Zhang & Yin, 2001 — Китай
- Gnaphosa zeugitana Pavesi, 1880 — Северная Африка
- Gnaphosa zhaoi Ovtsharenko, Platnick & Song, 1992 — Китай
- Gnaphosa zonsteini Ovtsharenko, Platnick & Song, 1992 — Киргизия
- Gnaphosa zyuzini Ovtsharenko, Platnick & Song, 1992 — Казахстан

## Haplodrassus
Haplodrassus Chamberlin, 1922
- Haplodrassus aenus Thaler, 1984 — Швейцария, Австрия
- Haplodrassus ambalaensis Gajbe, 1992 — Индия
- Haplodrassus atarot Levy, 2004 — Израиль
- Haplodrassus belgeri Ovtsharenko & Marusik, 1988 — Россия
- Haplodrassus bengalensis Gajbe, 1992 — Индия
- Haplodrassus bicornis (Emerton, 1909) — США, Канада
- Haplodrassus bohemicus Miller & Buchar, 1977 — Чехия, Македония, Греция, Украина, Россия
- Haplodrassus canariensis Schmidt, 1977 — Канарские Острова
- Haplodrassus caspius Ponomarev & Belosludtsev, 2008 — Россия, Казахстан, Азербайджан
- Haplodrassus caucasius Ponomarev & Dvadnenko, 2013 — Россия
- Haplodrassus chamberlini Platnick & Shadab, 1975 — Северная Америка
- Haplodrassus chotanagpurensis Gajbe, 1987 — Индия
- Haplodrassus cognatus (Западнаяring, 1861) — Палеарктика
  - Haplodrassus cognatus ermolajewi Lohmander, 1942 — Россия
- Haplodrassus concertor (Simon, 1878) — Франция
- Haplodrassus creticus (Roewer, 1928) — Греция, Крит
- Haplodrassus dalmatensis (L. Koch, 1866) — Палеарктика, Эфиопия
  - Haplodrassus dalmatensis pictus (Thorell, 1875) — Испания, Мадейра
- Haplodrassus dentatus Xu & Song, 1987 — Китай
- Haplodrassus deserticola Schmidt & Krause, 1996 — Канарские Острова
- Haplodrassus dixiensis Chamberlin & Woodbury, 1929 — США
- Haplodrassus dumdumensis Tikader, 1982 — Индия
- Haplodrassus eunis Chamberlin, 1922 — США, Канада, Аляска
- Haplodrassus grazianoi Caporiacco, 1948 — Родос
- Haplodrassus hatsushibai Kamura, 2007 — Япония
- Haplodrassus hiemalis (Emerton, 1909) — Голарктика
- Haplodrassus huarong Yin & Bao, 2012 — Китай
- Haplodrassus hunanensis Yin & Bao, 2012 — Китай
- Haplodrassus invalidus (O. P.-Cambridge, 1872) — Испания, Корсика, Сицилия, Италия, Турция, Израиль, Азербайджан
- Haplodrassus isaevi Ponomarev & Tsvetkov, 2006 — Греция, Украина, Россия, Казахстан
- Haplodrassus jacobi Gajbe, 1992 — Индия
- Haplodrassus kanenoi Kamura, 1995 — Япония
- Haplodrassus kulczynskii Lohmander, 1942 — Палеарктика
- Haplodrassus lilliputanus Levy, 2004 — Израиль
- Haplodrassus macellinus (Thorell, 1871) — Западная Средиземноморье
  - Haplodrassus macellinus hebes (O. P.-Cambridge, 1874) — Франция, Корсика, Италия, Сицилия
- Haplodrassus maculatus (Banks, 1904) — США, Мексика
- Haplodrassus mayumiae Kamura, 2007 — Япония
- Haplodrassus mediterraneus Levy, 2004 — Турция, Израиль
- Haplodrassus mimus Chamberlin, 1922 — США
- Haplodrassus minor (O. P.-Cambridge, 1879) — Европа, Украина, Россия
- Haplodrassus moderatus (Kulczynski, 1897) — Палеарктика
- Haplodrassus montanus Paik & Sohn, 1984 — Россия, Китай, Корея
- Haplodrassus morosus (O. P.-Cambridge, 1872) — Греция, Турция, Израиль, Каракорум
- Haplodrassus nojimai Kamura, 2007 — Япония
- Haplodrassus ovtchinnikovi Ponomarev, 2008 — Турция, Казахстан
- Haplodrassus paramecus Zhang, Song & Zhu, 2001 — Китай
- Haplodrassus pargongsanensis Paik, 1992 — Корея
- Haplodrassus parvicorpus (Roewer, 1951) — Мальорка, Марокко
- Haplodrassus ponomarevi Kovblyuk & Seyyar, 2009 — Турция
- Haplodrassus pseudosignifer Marusik, Hippa & Koponen, 1996 — Украина, Россия
- Haplodrassus pugnans (Simon, 1880) — Палеарктика
- Haplodrassus reginae Schmidt & Krause, 1998 — Кабо-Верде
- Haplodrassus rufus (Savelyeva, 1972) — Казахстан
- Haplodrassus rugosus Tuneva, 2005 — Казахстан
- Haplodrassus sataraensis Tikader & Gajbe, 1977 — Индия
- Haplodrassus seditiosus (Caporiacco, 1928) — Ливия
- Haplodrassus severus (C. L. Koch, 1839) — Средиземноморье
- Haplodrassus signifer (C. L. Koch, 1839) — Голарктика
- Haplodrassus silvestris (Blackwall, 1833) — Палеарктика
- Haplodrassus soerenseni (Strand, 1900) — Палеарктика
- Haplodrassus stuxbergi (L. Koch, 1879) — Россия
- Haplodrassus taepaikensis Paik, 1992 — Россия, Корея
- Haplodrassus taibo (Chamberlin, 1919) — США
- Haplodrassus tegulatus (Schenkel, 1963) — Россия, Китай
- Haplodrassus tehriensis Tikader & Gajbe, 1977 — Индия
- Haplodrassus umbratilis (L. Koch, 1866) — Европа до Казахстана
  - Haplodrassus umbratilis gothicus Lohmander, 1942 — Швеция
- Haplodrassus vastus (Hu, 1989) — Китай

## Hemicloea
Hemicloea Thorell, 1870
- Hemicloea affinis L. Koch, 1875 — Новый Южный Уэльс
- Hemicloea crocotila Simon, 1908 — Западная Австралия
- Hemicloea limbata L. Koch, 1875 — Новый Южный Уэльс
- Hemicloea michaelseni Simon, 1908 — Западная Австралия
- Hemicloea murina L. Koch, 1875 — Квинсленд
- Hemicloea pacifica Berland, 1924 — Луайоте
- Hemicloea plumea L. Koch, 1875 — Квинсленд, Новый Южный Уэльс, Лорд-Хау
- Hemicloea rogenhoferi L. Koch, 1875 — Квинсленд, Новый Южный Уэльс, Новая Зеландия
- Hemicloea semiplumosa Simon, 1908 — Западная Австралия
- Hemicloea sublimbata Simon, 1908 — Западная Австралия
- Hemicloea sundevalli Thorell, 1870 — Квинсленд, Новый Южный Уэльс, Новая Зеландия
- Hemicloea tasmani Dalmas, 1917 — Тасмания
- Hemicloea tenera L. Koch, 1876 — Квинсленд, Новый Южный Уэльс

## Herpyllus
Herpyllus Hentz, 1832
- Herpyllus australis (Holmberg, 1881) — Аргентина
- Herpyllus bensonae Fox, 1938 — Мексика
- Herpyllus brachet Platnick & Shadab, 1977 — Мексика
- Herpyllus bubulcus Chamberlin, 1922 — США, Мексика
- Herpyllus calcuttaensis Biswas, 1984 — Индия
- Herpyllus coahuilanus Gertsch & Davis, 1940 — Мексика
- Herpyllus cockerelli (Banks, 1901) — США, Мексика
- Herpyllus convallis Chamberlin, 1936 — США, Мексика
- Herpyllus coreanus Paik, 1992 — Корея
- Herpyllus ecclesiasticus Hentz, 1832 — Северная Америка
- Herpyllus emertoni Bryant, 1935 — США
- Herpyllus excelsus Fox, 1938 — США, Мексика
- Herpyllus fidelis (O. P.-Cambridge, 1898) — Мексика
- Herpyllus frio Platnick & Shadab, 1977 — Мексика
- Herpyllus gertschi Platnick & Shadab, 1977 — США, Мексика
- Herpyllus giganteus Platnick & Shadab, 1977 — Мексика
- Herpyllus goaensis Tikader, 1982 — Индия
- Herpyllus hesperolus Chamberlin, 1928 — Северная Америка
- Herpyllus iguala Platnick & Shadab, 1977 — Мексика
- Herpyllus lativulvus Denis, 1958 — Афганистан
- Herpyllus malkini Platnick & Shadab, 1977 — Мексика
- Herpyllus paropanisadensis Denis, 1958 — Афганистан
- Herpyllus perditus (Banks, 1898) — Мексика
- Herpyllus perote Platnick & Shadab, 1977 — Мексика
- Herpyllus pictus (F. O. P.-Cambridge, 1899) — Мексика
- Herpyllus propinquus (Keyserling, 1887) — Северная Америка
- Herpyllus proximus Denis, 1958 — Туркменистан, Афганистан
- Herpyllus regnans Chamberlin, 1936 — США
- Herpyllus reservatus Chamberlin, 1936 — США, Мексика
- Herpyllus scholasticus Chamberlin, 1922 — США
- Herpyllus schwarzi (Banks, 1901) — США
- Herpyllus sherus Platnick & Shadab, 1977 — Мексика
- Herpyllus vicinus Denis, 1958 — Афганистан

## Heser
Heser Tuneva, 2005
- Heser aradensis (Levy, 1998) — Израиль
- Heser bernardi (Marinaro, 1967) — Испания, Алжир
- Heser bonneti (Marinaro, 1967) — Алжир
- Heser hierosolymitanus (Levy, 1998) — Израиль
- Heser hispanus Senglet, 2012 — Испания
- Heser infumatus (O. P.-Cambridge, 1872) — Танзания, Египт, Израиль
- Heser malefactor Tuneva, 2005 — Казахстан
- Heser nilicola (O. P.-Cambridge, 1874) — Средиземноморье, Канарские Острова, Burkino Faso, США
- Heser schmitzi (Kulczynski, 1899) — Испания, Мадейра, Канарские Острова, США
- Heser vijayanagara Bosselaers, 2010 — Индия

## Hitobia
Hitobia Kamura, 1992
- Hitobia asiatica (Bosenberg & Strand, 1906) — Япония
- Hitobia cancellata Yin et al., 1996 — Китай
- Hitobia chayuensis Song, Zhu & Zhang, 2004 — Китай
- Hitobia makotoi Kamura, 2011 — Япония
- Hitobia menglong Song, Zhu & Zhang, 2004 — Китай
- Hitobia monsta Yin et al., 1996 — Китай
- Hitobia shaohai Yin & Bao, 2012 — Китай
- Hitobia shimen Yin & Bao, 2012 — Китай
- Hitobia taiwanica Zhang, Zhu & Tso, 2009 — Тайвань
- Hitobia tenuicincta (Simon, 1909) — Вьетнам
- Hitobia unifascigera (Bosenberg & Strand, 1906) — Китай, Корея, Япония
- Hitobia yaginumai Deeleman-Reinhold, 2001 — Таиланд
- Hitobia yasunosukei Kamura, 1992 — Китай, Окинава
- Hitobia yunnan Song, Zhu & Zhang, 2004 — Китай

## Homoeothele
Homoeothele Simon, 1908
- Homoeothele micans Simon, 1908 — Западная Австралия

## Hongkongia
Hongkongia Song & Zhu, 1998
- Hongkongia caeca Deeleman-Reinhold, 2001 — Молуккские острова
- Hongkongia reptrix Deeleman-Reinhold, 2001 — Ява, Борнео, Бали
- Hongkongia songi Zhang, Zhu & Tso, 2009 — Тайвань
- Hongkongia wuae Song & Zhu, 1998 — Китай, Гонконг, Сулавеси

## Hypodrassodes
Hypodrassodes Dalmas, 1919
- Hypodrassodes apicus Forster, 1979 — Новая Зеландия
- Hypodrassodes asbolodes (Rainbow & Pulleine, 1920) — Лорд-Хау
- Hypodrassodes canacus Berland, 1924 — Новая Каледония
- Hypodrassodes cockerelli Berland, 1932 — Новая Каледония
- Hypodrassodes courti Forster, 1979 — Новая Зеландия
- Hypodrassodes crassus Forster, 1979 — Новая Зеландия
- Hypodrassodes dalmasi Forster, 1979 — Новая Зеландия
- Hypodrassodes ignambensis Berland, 1924 — Новая Каледония
- Hypodrassodes insulanus Forster, 1979 — Новая Зеландия
- Hypodrassodes isopus Forster, 1979 — Новая Зеландия
- Hypodrassodes maoricus (Dalmas, 1917) — Новая Зеландия

## Ibala
Ibala Fitzpatrick, 2009
- Ibala arcus (Tucker, 1923) — Зимбабве, Южная Африка
- Ibala biliis (Tucker, 1923) — Южная Африка
- Ibala bulawayensis (Tucker, 1923) — Зимбабве, Южная Африка
- Ibala declani Fitzpatrick, 2009 — Зимбабве
- Ibala gonono Fitzpatrick, 2009 — Зимбабве
- Ibala hessei (Lawrence, 1928) — Намибия
- Ibala isikela Fitzpatrick, 2009 — Замбия, Зимбабве
- Ibala kaokoensis (Lawrence, 1928) — Намибия
- Ibala kevini Fitzpatrick, 2009 — Зимбабве
- Ibala kylae Fitzpatrick, 2009 — Зимбабве
- Ibala lapidaria (Lawrence, 1928) — Намибия
- Ibala mabalauta Fitzpatrick, 2009 — Зимбабве
- Ibala minshullae Fitzpatrick, 2009 — Зимбабве
- Ibala okorosave Fitzpatrick, 2009 — Намибия
- Ibala omuramba (Lawrence, 1927) — Намибия
- Ibala quadrativulva (Lawrence, 1927) — Намибия
- Ibala robinsoni Fitzpatrick, 2009 — Зимбабве, Ботсвана

## Intruda
Intruda Forster, 1979
- Intruda signata (Hogg, 1900) — Виктория, Новая Зеландия

## Kaitawa
Kaitawa Forster, 1979
- Kaitawa insulare (Marples, 1956) — Новая Зеландия

## Kishidaia
Kishidaia Yaginuma, 1960
- Kishidaia albimaculata (Saito, 1934) — Россия, Китай, Япония
- Kishidaia conspicua (L. Koch, 1866) — Европа до Центральной Азии
  - Kishidaia conspicua concolor (Caporiacco, 1951) — Италия
- Kishidaia coreana (Paik, 1992) — Корея
- Kishidaia xinping Song, Zhu & Zhang, 2004 — Китай

## Ladissa
Ladissa Simon, 1907
- Ladissa africana Simon, 1907 — Сьерра-Леоне
- Ladissa inda (Simon, 1897) — Индия
- Ladissa latecingulata Simon, 1907 — Индия
- Ladissa semirufa Simon, 1907 — Benin

## Laronius
Laronius Platnick & Deeleman-Reinhold, 2001
- Laronius erewan Platnick & Deeleman-Reinhold, 2001 — Таиланд, Суматра

## Latonigena
Latonigena Simon, 1893
- Latonigena auricomis Simon, 1893 — Бразилия, Уругвай, Аргентина
- Latonigena beni Ott, Rodrigues & Brescovit, 2012 — Боливия, Бразилия
- Latonigena colombo Ott, Rodrigues & Brescovit, 2012 — Бразилия
- Latonigena lami Ott, Rodrigues & Brescovit, 2012 — Бразилия
- Latonigena santana Ott, Rodrigues & Brescovit, 2012 — Бразилия
- Latonigena sapiranga Ott, Rodrigues & Brescovit, 2012 — Бразилия
- Latonigena taim Ott, Rodrigues & Brescovit, 2012 — Бразилия
- Latonigena turvo Ott, Rodrigues & Brescovit, 2012 — Бразилия

## Leptodrassex
Leptodrassex Murphy, 2007
- Leptodrassex algericus (Dalmas, 1919) — Алжир
- Leptodrassex hylaestomachi (Berland, 1934) — Канарские Острова
- Leptodrassex memorialis (Spassky, 1940) — Россия, Украина, Казахстан, Монголия
- Leptodrassex simoni Dalmas, 1919 — Португалия, Испания, Франция, Ливан

## Leptodrassus
Leptodrassus Simon, 1878
- Leptodrassus albidus Simon, 1914 — от Испании до Крита, Турция, Израиль, Азорские острова
- Leptodrassus bergensis Tucker, 1923 — Южная Африка
- Leptodrassus croaticus Dalmas, 1919 — Хорватия
- Leptodrassus diomedeus Caporiacco, 1951 — Италия
- Leptodrassus femineus (Simon, 1873) — от Португалии до Крита, Израиль
- Leptodrassus fragilis Dalmas, 1919 — Алжир, Ливия
- Leptodrassus licentiosus Dalmas, 1919 — Южная Африка
- Leptodrassus punicus Dalmas, 1919 — Тунис
- Leptodrassus strandi Caporiacco, 1947 — Эфиопия
- Leptodrassus tropicus Dalmas, 1919 — Сьерра-Леоне

## Leptopilos
Leptopilos Levy, 2009
- Leptopilos hadjissaranti (Chatzaki, 2002) — Крит
- Leptopilos lakhish Levy, 2009 — Израиль
- Leptopilos levantinus Levy, 2009 — Крит, Израиль
- Leptopilos manolisi (Chatzaki, 2002) — Крит, Израиль
- Leptopilos pupa (Dalmas, 1919) — Египт
- Leptopilos tenerrimus (O. P.-Cambridge, 1872) — Ливия, Израиль

## Litopyllus
Litopyllus Chamberlin, 1922
- Litopyllus cubanus (Bryant, 1940) — США, Багамы, Куба
- Litopyllus realisticus (Chamberlin, 1924) — Мексика
- Litopyllus temporarius Chamberlin, 1922 — США

## Macarophaeus
Macarophaeus Wunderlich, 2011
- Macarophaeus cultior (Kulczynski, 1899) — Мадейра
- Macarophaeus insignis Wunderlich, 2011 — Канарские Острова
- Macarophaeus sabulum Wunderlich, 2011 — Португалия
- Macarophaeus varius (Simon, 1893) — Канарские Острова

## Matua
Matua Forster, 1979
- Matua festiva Forster, 1979 — Новая Зеландия
- Matua valida Forster, 1979 — Новая Зеландия

## Megamyrmaekion
Megamyrmaekion Reuss, 1834
- Megamyrmaekion algericum Simon, 1885 — Алжир, Тунис
- Megamyrmaekion ashae Tikader & Gajbe, 1977 — Индия
- Megamyrmaekion austrinum Simon, 1908 — Западная Австралия
- Megamyrmaekion caudatum Reuss, 1834 — Тунис, Ливия, Египт, Израиль
- Megamyrmaekion hula Levy, 2009 — Израиль
- Megamyrmaekion jodhpurense Gajbe, 1993 — Индия
- Megamyrmaekion kajalae Biswas & Biswas, 1992 — Индия
- Megamyrmaekion magshimim Levy, 2009 — Израиль
- Megamyrmaekion nairobii Berland, 1920 — Восточная Африка
- Megamyrmaekion schreineri Tucker, 1923 — Южная Африка
- Megamyrmaekion transvaalense Tucker, 1923 — Южная Африка
- Megamyrmaekion velox Simon, 1887 — Южная Африка
- Megamyrmaekion vulpinum (O. P.-Cambridge, 1874) — Нигер, Египт

## Micaria
Micaria Западнаяring, 1851
- Micaria aborigenica Mikhailov, 1988 — Россия
- Micaria aciculata Simon, 1895 — Россия
- Micaria aenea Thorell, 1871 — Голарктика
- Micaria albofasciata Hu, 2001 — Китай
- Micaria albovittata (Lucas, 1846) — Палеарктика
- Micaria alpina L. Koch, 1872 — Голарктика
- Micaria alxa Tang et al., 1997 — Китай
- Micaria beaufortia (Tucker, 1923) — Южная Африка
- Micaria belezma Bosmans, 2000 — Алжир
- Micaria blicki Kovblyuk & Nadolny, 2008 — Украина
- Micaria bonneti Schenkel, 1963 — Китай
- Micaria bosmansi Kovblyuk & Nadolny, 2008 — Украина
- Micaria braendegaardi Denis, 1958 — Афганистан
- Micaria brignolii (Bosmans & Blick, 2000) — Португалия
- Micaria browni Barnes, 1953 — США
- Micaria camargo Platnick & Shadab, 1988 — Мексика
- Micaria capistrano Platnick & Shadab, 1988 — США, Мексика
- Micaria charitonovi Mikhailov & Ponomarev, 2008 — Казахстан
- Micaria chrysis (Simon, 1910) — Намибия
- Micaria cimarron Platnick & Shadab, 1988 — США
- Micaria coarctata (Lucas, 1846) — Средиземноморье до Центральной Азии
- Micaria coloradensis Banks, 1896 — США, Канада
- Micaria connexa O. P.-Cambridge, 1885 — Яркенд
- Micaria constricta Emerton, 1894 — Голарктика
- Micaria corvina Simon, 1878 — Алжир, Тунис, Израиль
- Micaria croesia L. Koch, 1873 — Новый Южный Уэльс
- Micaria cyrnea Brignoli, 1983 — Корсика, Италия
- Micaria delicatula Bryant, 1941 — США
- Micaria deserticola Gertsch, 1933 — США, Мексика
- Micaria dives (Lucas, 1846) — Палеарктика
  - Micaria dives concolor (Caporiacco, 1935) — Каракорум
- Micaria donensis Ponomarev & Tsvetkov, 2006 — Россия
- Micaria elizabethae Gertsch, 1942 — США, Канада
- Micaria emertoni Gertsch, 1935 — Северная Америка
- Micaria faltana Bhattacharya, 1935 — Индия
- Micaria formicaria (Sundevall, 1831) — Палеарктика
- Micaria foxi Gertsch, 1933 — США, Канада
- Micaria fulgens (Walckenaer, 1802) — Палеарктика
- Micaria funerea Simon, 1878 — Испания, Корсика, Россия
- Micaria galilaea Levy, 2009 — Израиль
- Micaria gertschi Barrows & Ivie, 1942 — США, Канада
- Micaria gomerae Strand, 1911 — Канарские Острова
- Micaria gosiuta Gertsch, 1942 — США, Мексика
- Micaria gulliae Tuneva & Esyunin, 2003 — Россия
- Micaria guttigera Simon, 1878 — Португалия, Испания, Франция
- Micaria guttulata (C. L. Koch, 1839) — Палеарктика
- Micaria icenoglei Platnick & Shadab, 1988 — США
- Micaria idana Platnick & Shadab, 1988 — США, Канада
- Micaria ignea (O. P.-Cambridge, 1872) — от Канарских Островов до Центральной Азии
- Micaria imperiosa Gertsch, 1935 — США, Мексика
- Micaria inornata L. Koch, 1873 — Австралия
- Micaria japonica Hayashi, 1985 — Россия, Корея, Япония
- Micaria jeanae Gertsch, 1942 — США, Мексика
- Micaria jinlin Song, Zhu & Zhang, 2004 — Китай
- Micaria koeni (Bosmans, 2000) — Греция, Крит, Турция
- Micaria kopetdaghensis Mikhailov, 1986 — Россия, Центральная Азия
- Micaria langtry Platnick & Shadab, 1988 — США
- Micaria lassena Platnick & Shadab, 1988 — США
- Micaria laticeps Emerton, 1909 — США, Канада
- Micaria lenzi Bosenberg, 1899 — Палеарктика
- Micaria lindbergi Roewer, 1962 — Афганистан
- Micaria logunovi Zhang, Song & Zhu, 2001 — Китай
- Micaria longipes Emerton, 1890 — Северная Америка
- Micaria longispina Emerton, 1911 — США, Канада
- Micaria marusiki Zhang, Song & Zhu, 2001 — Китай
- Micaria medica Platnick & Shadab, 1988 — США, Канада
- Micaria mexicana Platnick & Shadab, 1988 — Мексика
- Micaria mongunica Danilov, 1997 — Россия
- Micaria mormon Gertsch, 1935 — Северная Америка
- Micaria nanella Gertsch, 1935 — США, Мексика
- Micaria nivosa L. Koch, 1866 — Европа до Казахстана
- Micaria nye Platnick & Shadab, 1988 — США, Мексика
- Micaria otero Platnick & Shadab, 1988 — США
- Micaria pallens Denis, 1958 — Афганистан
- Micaria pallida O. P.-Cambridge, 1885 — Таджикистан
- Micaria palliditarsa Banks, 1896 — США, Мексика
- Micaria pallipes (Lucas, 1846) — от Канарских Островов до Центральной Азии
- Micaria palma Platnick & Shadab, 1988 — США
- Micaria palmgreni Wunderlich, 1979 — Финляндия
- Micaria paralbofasciata Song, Zhu & Zhang, 2004 — Китай
- Micaria pasadena Platnick & Shadab, 1988 — США, Мексика
- Micaria porta Platnick & Shadab, 1988 — США, Мексика
- Micaria pulcherrima Caporiacco, 1935 — Индия, Пакистан, Россия, Китай
  - Micaria pulcherrima flava Caporiacco, 1935 — Каракорум
- Micaria pulicaria (Sundevall, 1831) — Голарктика
- Micaria punctata Banks, 1896 — США
- Micaria riggsi Gertsch, 1942 — США, Канада
- Micaria rossica Thorell, 1875 — Голарктика
- Micaria seminola Gertsch, 1942 — США
- Micaria seymuria Tuneva, 2005 — Казахстан
- Micaria silesiaca L. Koch, 1875 — Палеарктика
- Micaria siniloana Barrion & Litsinger, 1995 — Филиппины
- Micaria sociabilis Kulczynski, 1897 — Центральная, Южная Европа, Россия
- Micaria subopaca Западнаяring, 1861 — Палеарктика
- Micaria tarabaevi Mikhailov, 1988 — Казахстан
- Micaria tersissima Simon, 1910 — Намибия
- Micaria triangulosa Gertsch, 1935 — США
- Micaria triguttata Simon, 1884 — Испания, Франция, Алжир
- Micaria tripunctata Holm, 1978 — Голарктика
- Micaria tuvensis Danilov, 1993 — Россия, Казахстан, Китай
- Micaria utahna Gertsch, 1933 — США
- Micaria vinnula Gertsch & Davis, 1936 — США
- Micaria violens Oliger, 1983 — Россия
- Micaria xiningensis Hu, 2001 — Китай
- Micaria yeniseica Marusik & Koponen, 2002 — Россия
- Micaria yushuensis Hu, 2001 — Китай

## Microdrassus
Microdrassus Dalmas, 1919
- Microdrassus inaudax (Simon, 1898) — Сейшеллы

## Microsa
Microsa Platnick & Shadab, 1977
- Microsa chickeringi Platnick & Shadab, 1977 — Виргинские Острова
- Microsa cubitas Alayon & Platnick, 1993 — Куба
- Microsa gertschi Platnick, 1978 — Багамы

## Micythus
Micythus Thorell, 1897
- Micythus anopsis Deeleman-Reinhold, 2001 — Таиланд
- Micythus pictus Thorell, 1897 — Мьянма, Борнео
- Micythus rangunensis (Thorell, 1895) — Мьянма, Суматра, Борнео

## Minosia
Minosia Dalmas, 1921
- Minosia assimilis Caporiacco, 1941 — Эфиопия, Уганда
- Minosia berlandi Lessert, 1929 — Конго
- Minosia bicalcarata (Simon, 1882) — Йемен
- Minosia clypeolaria (Simon, 1907) — Гвинея-Бисау
- Minosia eburneensis Jezequel, 1965 — Кот-д’Ивуар
- Minosia irrugata (Simon, 1907) — Гвинея-Бисау
- Minosia karakumensis (Spassky, 1939) — Туркменистан
- Minosia lynx (Simon, 1886) — Сенегал
- Minosia pharao Dalmas, 1921 — Египт, Израиль
  - Minosia pharao occidentalis Dalmas, 1921 — Алжир
- Minosia santschii Dalmas, 1921 — Тунис, Ливия
- Minosia senegaliensis Dalmas, 1921 — Сенегал
- Minosia simeonica Levy, 1995 — Израиль
- Minosia spinosissima (Simon, 1878) — Испания, Франция, Израиль

## Minosiella
Minosiella Dalmas, 1921
- Minosiella intermedia Denis, 1958 — Центральная Азия, Афганистан
- Minosiella mediocris Dalmas, 1921 — Тунис, Алжир, Египт, Израиль
- Minosiella pallida (L. Koch, 1875) — Сомали, Йемен
- Minosiella perimensis Dalmas, 1921 — Йемен
- Minosiella pharia Dalmas, 1921 — Ливия, Египт, Израиль
- Minosiella spinigera (Simon, 1882) — Йемен

## Montebello
Montebello Hogg, 1914
- Montebello tenuis Hogg, 1914 — Западная Австралия

## Nauhea
Nauhea Forster, 1979
- Nauhea tapa Forster, 1979 — Новая Зеландия

## Neodrassex
Neodrassex Ott, 2012
- Neodrassex aureus Ott, 2012 — Бразилия
- Neodrassex iguatemi Ott, 2012 — Бразилия

## Nodocion
Nodocion Chamberlin, 1922
- Nodocion eclecticus Chamberlin, 1924 — Северная Америка
- Nodocion floridanus (Banks, 1896) — США, Мексика
- Nodocion mateonus Chamberlin, 1922 — США
- Nodocion rufithoracicus Worley, 1928 — США, Канада
- Nodocion solanensis Tikader & Gajbe, 1977 — Индия
- Nodocion tikaderi (Gajbe, 1993) — Индия
- Nodocion utus (Chamberlin, 1936) — США, Мексика
- Nodocion voluntarius (Chamberlin, 1919) — Северная Америка

## Nomisia
Nomisia Dalmas, 1921
- Nomisia aussereri (L. Koch, 1872) — Палеарктика
- Nomisia australis Dalmas, 1921 — Южная Африка
- Nomisia castanea Dalmas, 1921 — Алжир, Тунис, Ливия
- Nomisia celerrima (Simon, 1914) — Испания, Франция
- Nomisia chordivulvata (Strand, 1906) — Эфиопия, Сомали
- Nomisia conigera (Spassky, 1941) — от Турции до Центральной Азии
- Nomisia dalmasi Lessert, 1929 — Конго
- Nomisia excerpta (O. P.-Cambridge, 1872) — Канарские Острова, Греция, Крит, Кипр, Турция, Израиль, Сирия, Ливан
- Nomisia exornata (C. L. Koch, 1839) — Европа до Центральной Азии
- Nomisia fagei Dalmas, 1921 — Португалия, Корсика
- Nomisia flavimana Denis, 1937 — Алжир
- Nomisia fortis Dalmas, 1921 — Канарские Острова
- Nomisia frenata (Purcell, 1908) — Южная Африка
- Nomisia gomerensis Wunderlich, 2011 — Канарские Острова
- Nomisia graciliembolus Wunderlich, 2011 — Канарские Острова
- Nomisia harpax (O. P.-Cambridge, 1874) — Индия
- Nomisia kabuliana Roewer, 1961 — Афганистан
- Nomisia levyi Chatzaki, 2010 — Греция
- Nomisia molendinaria (L. Koch, 1866) — Хорватия, Грузия
- Nomisia monardi Lessert, 1933 — Ангола
- Nomisia montenegrina Giltay, 1932 — Черногория
- Nomisia musiva (Simon, 1889) — Канарские Острова
- Nomisia negebensis Levy, 1995 — Турция, Израиль
- Nomisia notia Dalmas, 1921 — Южная Африка
- Nomisia orientalis Dalmas, 1921 — Турция
- Nomisia palaestina (O. P.-Cambridge, 1872) — Греция, Турция, Сирия, Израиль
- Nomisia peloponnesiaca Chatzaki, 2010 — Греция
- Nomisia perpusilla Dalmas, 1921 — Испания
- Nomisia poecilipes Caporiacco, 1939 — Эфиопия
- Nomisia punctata (Kulczynski, 1901) — Эфиопия
- Nomisia recepta (Pavesi, 1880) — Тунис, Алжир, Франция, Корсика, Сицилия, Италия, Мальта, Кипр
- Nomisia ripariensis (O. P.-Cambridge, 1872) — Болгария, от Греции до Азербайджана
- Nomisia satulla (Simon, 1909) — Эфиопия
- Nomisia scioana (Pavesi, 1883) — Эфиопия
- Nomisia simplex (Kulczynski, 1901) — Эфиопия
- Nomisia tingitana Dalmas, 1921 — Марокко
- Nomisia transvaalica Dalmas, 1921 — Южная Африка
- Nomisia tubula (Tucker, 1923) — Ангола, Южная Африка
- Nomisia uncinata Jezequel, 1965 — Кот-д’Ивуар
- Nomisia varia (Tucker, 1923) — Южная Африка

## Notiodrassus
Notiodrassus Bryant, 1935
- Notiodrassus distinctus Bryant, 1935 — Новая Зеландия
- Notiodrassus fiordensis Forster, 1979 — Новая Зеландия

## Odontodrassus
Odontodrassus Jezequel, 1965
- Odontodrassus aphanes (Thorell, 1897) — от Мьянмы до Японии, Сейшеллы, Новая Каледония, Ямайка
- Odontodrassus aravaensis Levy, 1999 — Израиль
- Odontodrassus bicolor Jezequel, 1965 — Кот-д’Ивуар
- Odontodrassus hondoensis (Saito, 1939) — Россия, Китай, Корея, Япония
- Odontodrassus mundulus (O. P.-Cambridge, 1872) — от Туниса до Израиля, Каракорум
- Odontodrassus muralis Deeleman-Reinhold, 2001 — Таиланд, Китай, Сулавеси, Ломбок
- Odontodrassus nigritibialis Jezequel, 1965 — Кот-д’Ивуар
- Odontodrassus yunnanensis (Schenkel, 1963) — Китай

## Orodrassus
Orodrassus Chamberlin, 1922
- Orodrassus assimilis (Banks, 1895) — США
- Orodrassus canadensis Platnick & Shadab, 1975 — США, Канада
- Orodrassus coloradensis (Emerton, 1877) — США, Канада

## Parabonna
Parabonna Mello-Leitao, 1947
- Parabonna goffergei Mello-Leitao, 1947 — Бразилия

## Parasyrisca
Parasyrisca Schenkel, 1963
- Parasyrisca alai Ovtsharenko, Platnick & Marusik, 1995 — Киргизия
- Parasyrisca alexeevi Ovtsharenko, Platnick & Marusik, 1995 — Россия
- Parasyrisca altaica Ovtsharenko, Platnick & Marusik, 1995 — Казахстан
- Parasyrisca andarbag Ovtsharenko, Platnick & Marusik, 1995 — Таджикистан
- Parasyrisca andreevae Ovtsharenko, Platnick & Marusik, 1995 — Таджикистан
- Parasyrisca anzobica Ovtsharenko, Platnick & Marusik, 1995 — Таджикистан
- Parasyrisca arrabonica Szinetar & Eichardt, 2009 — Венгрия
- Parasyrisca asiatica Ovtsharenko, Platnick & Marusik, 1995 — Россия, Монголия
- Parasyrisca balcarica Ovtsharenko, Platnick & Marusik, 1995 — Россия
- Parasyrisca belengish Ovtsharenko, Platnick & Marusik, 1995 — Россия
- Parasyrisca belukha Ovtsharenko, Platnick & Marusik, 1995 — Россия
- Parasyrisca birikchul Ovtsharenko, Platnick & Marusik, 1995 — Россия
- Parasyrisca breviceps (Kroneberg, 1875) — Таджикистан
- Parasyrisca bucklei Marusik & Fomichev, 2010 — Россия
- Parasyrisca caucasica Ovtsharenko, Platnick & Marusik, 1995 — Россия
- Parasyrisca chikatunovi Ovtsharenko, Platnick & Marusik, 1995 — Таджикистан
- Parasyrisca gissarika Ovtsharenko, Platnick & Marusik, 1995 — Таджикистан
- Parasyrisca guzeripli Ovtsharenko, Platnick & Marusik, 1995 — Россия
- Parasyrisca heimeri Ovtsharenko, Platnick & Marusik, 1995 — Монголия
- Parasyrisca helanshan Tang & Zhao, 1998 — Китай
- Parasyrisca hippai Ovtsharenko, Platnick & Marusik, 1995 — Россия
- Parasyrisca holmi Ovtsharenko, Platnick & Marusik, 1995 — Россия
- Parasyrisca iskander Ovtsharenko, Platnick & Marusik, 1995 — Таджикистан
- Parasyrisca khubsugul Ovtsharenko, Platnick & Marusik, 1995 — Монголия
- Parasyrisca koksu Ovtsharenko, Platnick & Marusik, 1995 — Киргизия
- Parasyrisca kurgan Ovtsharenko, Platnick & Marusik, 1995 — Киргизия
- Parasyrisca kyzylart Ovtsharenko, Platnick & Marusik, 1995 — Киргизия
- Parasyrisca logunovi Ovtsharenko, Platnick & Marusik, 1995 — Россия
- Parasyrisca marusiki Kovblyuk, 2003 — Украина
- Parasyrisca mikhailovi Ovtsharenko, Platnick & Marusik, 1995 — Россия
- Parasyrisca narynica Ovtsharenko, Platnick & Marusik, 1995 — Киргизия, Таджикистан
- Parasyrisca orites (Chamberlin & Gertsch, 1940) — США, Канада
- Parasyrisca otmek Ovtsharenko, Platnick & Marusik, 1995 — Киргизия
- Parasyrisca paironica Ovtsharenko, Platnick & Marusik, 1995 — Таджикистан
- Parasyrisca pamirica Ovtsharenko, Platnick & Marusik, 1995 — Таджикистан
- Parasyrisca potanini Schenkel, 1963 — Россия, Монголия, Китай
- Parasyrisca pshartica Ovtsharenko, Platnick & Marusik, 1995 — Таджикистан
- Parasyrisca schenkeli Ovtsharenko & Marusik, 1988 — Казахстан, Монголия, Китай
- Parasyrisca shakhristanica Ovtsharenko, Platnick & Marusik, 1995 — Таджикистан
- Parasyrisca sollers (Simon, 1895) — Монголия, Китай
- Parasyrisca songi Marusik & Fritzen, 2009 — Китай
- Parasyrisca susamyr Ovtsharenko, Platnick & Marusik, 1995 — Киргизия
- Parasyrisca terskei Ovtsharenko, Platnick & Marusik, 1995 — Киргизия
- Parasyrisca turkenica Ovtsharenko, Platnick & Marusik, 1995 — Турция
- Parasyrisca tyshchenkoi Ovtsharenko, Platnick & Marusik, 1995 — Россия
- Parasyrisca ulykpani Ovtsharenko, Platnick & Marusik, 1995 — Россия, Монголия
- Parasyrisca vakhanski Ovtsharenko, Platnick & Marusik, 1995 — Таджикистан
- Parasyrisca vinosa (Simon, 1878) — Европа
- Parasyrisca vorobica Ovtsharenko, Platnick & Marusik, 1995 — Таджикистан

## Phaeocedus
Phaeocedus Simon, 1893
- Phaeocedus braccatus (L. Koch, 1866) — Палеарктика
  - Phaeocedus braccatus jugorum Simon, 1914 — Франция
- Phaeocedus fedotovi Charitonov, 1946 — Узбекистан
- Phaeocedus haribhaiius Patel & Patel, 1975 — Индия
- Phaeocedus hebraeus Levy, 1999 — Израиль
- Phaeocedus mikha Levy, 2009 — Израиль
- Phaeocedus mosambaensis Tikader, 1964 — Непал
- Phaeocedus nicobarensis Tikader, 1977 — Никобарские острова
- Phaeocedus parvus O. P.-Cambridge, 1905 — вероятно Индия
- Phaeocedus poonaensis Tikader, 1982 — Индия

## Poecilochroa
Poecilochroa Западнаяring, 1874
- Poecilochroa albomaculata (Lucas, 1846) — Европа
- Poecilochroa alcala Barrion & Litsinger, 1995 — Филиппины
- Poecilochroa anomala (Hewitt, 1915) — Южная Африка
- Poecilochroa antineae Fage, 1929 — Египт
- Poecilochroa barmani Tikader, 1982 — Индия
- Poecilochroa behni Thorell, 1891 — Никобарские острова
- Poecilochroa bifasciata Banks, 1902 — Галапагоссы
- Poecilochroa capensis Strand, 1909 — Южная Африка
- Poecilochroa carinata Caporiacco, 1947 — Уганда
- Poecilochroa dayamibrookiana Barrion & Litsinger, 1995 — Филиппины
- Poecilochroa devendrai Gajbe & Rane, 1985 — Индия
- Poecilochroa faradjensis Lessert, 1929 — Конго
- Poecilochroa furcata Simon, 1914 — Франция, Италия, Греция
- Poecilochroa golan Levy, 1999 — Израиль
- Poecilochroa haplostyla Simon, 1907 — Принсипи
- Poecilochroa hungarica Kolosvary, 1934 — Венгрия
- Poecilochroa incompta (Pavesi, 1880) — Тунис
- Poecilochroa insularis Kulczynski, 1911 — Ява
- Poecilochroa involuta Tucker, 1923 — Южная Африка
- Poecilochroa joreungensis Paik, 1992 — Корея
- Poecilochroa latefasciata Simon, 1893 — Перу
- Poecilochroa loricata Kritscher, 1996 — Мальта
- Poecilochroa malagassa Strand, 1907 — Мадагаскар
- Poecilochroa parangunifasciata Barrion & Litsinger, 1995 — Филиппины
- Poecilochroa patricia (Simon, 1878) — Корсика
- Poecilochroa pauciaculeis Caporiacco, 1947 — Восточная Африка
- Poecilochroa perversa Simon, 1914 — Франция
- Poecilochroa phyllobia (Thorell, 1871) — Италия
- Poecilochroa pugnax (O. P.-Cambridge, 1874) — Ливия, Египт, Эфиопия, Израиль
- Poecilochroa rollini Berland, 1933 — Маркизские острова
- Poecilochroa sedula (Simon, 1897) — Индия
- Poecilochroa senilis (O. P.-Cambridge, 1872) — от Корсики до Туркменистана
  - Poecilochroa senilis auspex (Simon, 1878) — Испания, Франция
- Poecilochroa taborensis Levy, 1999 — Израиль
- Poecilochroa taeguensis Paik, 1992 — Корея
- Poecilochroa tikaderi Patel, 1989 — Индия
- Poecilochroa tridotus Caleb & Mathai, 2013 — Индия
- Poecilochroa trifasciata Mello-Leitao, 1918 — Бразилия
- Poecilochroa variana (C. L. Koch, 1839) — Европа до Центральной Азии
- Poecilochroa viduata (Pavesi, 1883) — Эфиопия
- Poecilochroa vittata Kulczynski, 1911 — Ява

## Pseudodrassus
Pseudodrassus Caporiacco, 1935
- Pseudodrassus pichoni Schenkel, 1963 — Китай
- Pseudodrassus quadridentatus (Caporiacco, 1928) — Ливия
- Pseudodrassus ricasolii Caporiacco, 1935 — Турция
- Pseudodrassus scorteccii Caporiacco, 1936 — Ливия

## Pterotricha
Pterotricha Kulczynski, 1903
- Pterotricha aethiopica (L. Koch, 1875) — Эфиопия
- Pterotricha algerica Dalmas, 1921 — Алжир, Ливия
- Pterotricha arcifera (Simon, 1882) — Йемен
- Pterotricha argentosa Charitonov, 1946 — Узбекистан
- Pterotricha auris (Tucker, 1923) — Южная Африка
- Pterotricha cambridgei (L. Koch, 1872) — Сирия, Израиль
- Pterotricha chazaliae (Simon, 1895) — Марокко, Mauritania, Алжир, Израиль
- Pterotricha conspersa (O. P.-Cambridge, 1872) — Ливия, Египт, Израиль
- Pterotricha dalmasi Fage, 1929 — Алжир, Египт, Израиль, Иордания
- Pterotricha djibutensis Dalmas, 1921 — Сомали
- Pterotricha egens Denis, 1966 — Ливия
- Pterotricha engediensis Levy, 1995 — Израиль
- Pterotricha insolita Dalmas, 1921 — Алжир
- Pterotricha kochi (O. P.-Cambridge, 1872) — Турция, Ливан, Сирия, Израиль
- Pterotricha lentiginosa (C. L. Koch, 1837) — Средиземноморье, Украина
- Pterotricha lesserti Dalmas, 1921 — Турция, Египт, Израиль, Саудовская Аравия
- Pterotricha levantina Levy, 1995 — Израиль
- Pterotricha linnaei (Audouin, 1826) — Египт
- Pterotricha loeffleri (Roewer, 1955) — Иран
- Pterotricha lutata (O. P.-Cambridge, 1872) — Ливан, Израиль
- Pterotricha marginalis (Tucker, 1923) — Южная Африка
- Pterotricha mauritanica Denis, 1945 — Mauritania
- Pterotricha nomas (Thorell, 1875) — Россия
- Pterotricha parasyriaca Levy, 1995 — Израиль
- Pterotricha paupercula Denis, 1966 — Ливия
- Pterotricha pavlovskyi Spassky, 1952 — Таджикистан
- Pterotricha procera (O. P.-Cambridge, 1874) — Египт, Израиль
- Pterotricha punctifera Dalmas, 1921 — Йемен
- Pterotricha quagga (Pavesi, 1884) — Эфиопия
- Pterotricha saga (Donitz & Strand, 1906) — Япония
- Pterotricha schaefferi (Audouin, 1826) — Ливия, Египт, Судан, Израиль
- Pterotricha simoni Dalmas, 1921 — Испания
- Pterotricha sinoniae Caporiacco, 1953 — Италия
- Pterotricha somaliensis Dalmas, 1921 — Сомали
- Pterotricha strandi Spassky, 1936 — Туркменистан
- Pterotricha syriaca Dalmas, 1921 — Сирия
- Pterotricha tikaderi Gajbe, 1983 — Индия
- Pterotricha vicina Dalmas, 1921 — Алжир, Ливия

## Pterotrichina
Pterotrichina Dalmas, 1921
- Pterotrichina elegans Dalmas, 1921 — Алжир, Тунис
- Pterotrichina nova Caporiacco, 1934 — Каракорум

## Sanitubius
Sanitubius Kamura, 2001
- Sanitubius anatolicus (Kamura, 1989) — Китай, Корея, Япония

## Scopoides
Scopoides Platnick, 1989
- Scopoides asceticus (Chamberlin, 1924) — Мексика
- Scopoides bryantae (Platnick & Shadab, 1976) — США, Мексика
- Scopoides cambridgei (Gertsch & Davis, 1940) — США, Мексика
- Scopoides catharius (Chamberlin, 1922) — США
- Scopoides gertschi (Platnick, 1978) — США
- Scopoides gyirongensis Hu, 2001 — Китай
- Scopoides kastoni (Platnick & Shadab, 1976) — США, Мексика
- Scopoides kuljitae (Tikader, 1982) — Индия
- Scopoides maitraiae (Tikader & Gajbe, 1977) — Индия
- Scopoides naturalisticus (Chamberlin, 1924) — США, Мексика
- Scopoides nesiotes (Chamberlin, 1924) — США, Мексика
- Scopoides ochraceus (F. O. P.-Cambridge, 1899) — Мексика
- Scopoides pritiae (Tikader, 1982) — Индия
- Scopoides rostratus (Platnick & Shadab, 1976) — Мексика
- Scopoides santiago (Platnick & Shadab, 1976) — Мексика
- Scopoides tikaderi (Gajbe, 1987) — Индия
- Scopoides tlacolula (Platnick & Shadab, 1976) — Мексика
- Scopoides xizangensis Hu, 2001 — Китай

## Scotocesonia
Scotocesonia Caporiacco, 1947
- Scotocesonia demerarae Caporiacco, 1947 — Гайана

## Scotognapha
Scotognapha Dalmas, 1920
- Scotognapha arcuata Wunderlich, 2011 — Канарские Острова
- Scotognapha atomaria Dalmas, 1920 — Канарские Острова
- Scotognapha brunnea Schmidt, 1980 — Канарские Острова
- Scotognapha canaricola (Strand, 1911) — Канарские Острова
- Scotognapha convexa (Simon, 1883) — Канарские Острова
- Scotognapha costacalma Platnick, Ovtsharenko & Murphy, 2001 — Канарские Острова
- Scotognapha galletas Platnick, Ovtsharenko & Murphy, 2001 — Канарские Острова
- Scotognapha haria Platnick, Ovtsharenko & Murphy, 2001 — Канарские Острова
- Scotognapha juangrandica Platnick, Ovtsharenko & Murphy, 2001 — Канарские Острова
- Scotognapha medano Platnick, Ovtsharenko & Murphy, 2001 — Канарские Острова
- Scotognapha paivai (Blackwall, 1864) — Salvage Islands
- Scotognapha taganana Platnick, Ovtsharenko & Murphy, 2001 — Канарские Острова
- Scotognapha teideensis (Wunderlich, 1992) — Канарские Острова
- Scotognapha wunderlichi Platnick, Ovtsharenko & Murphy, 2001 — Канарские Острова

## Scotophaeus
Scotophaeus Simon, 1893
- Scotophaeus aculeatus Simon, 1914 — Франция
- Scotophaeus affinis Caporiacco, 1949 — Кения
- Scotophaeus afghanicus Roewer, 1961 — Афганистан
- Scotophaeus arboricola Jezequel, 1965 — Кот-д’Ивуар
- Scotophaeus bersebaensis Strand, 1915 — Намибия
- Scotophaeus bharatae Gajbe, 1989 — Индия
- Scotophaeus bifidus Schmidt & Krause, 1994 — Кабо-Верде
- Scotophaeus blackwalli (Thorell, 1871) — Повсеместно
  - Scotophaeus blackwalli isabellinus (Simon, 1873) — Корсика, Италия, Хорватия
  - Scotophaeus blackwalli politus (Simon, 1878) — Франция
- Scotophaeus brolemanni Simon, 1914 — Франция
- Scotophaeus cecileae Barrion & Litsinger, 1995 — Филиппины
- Scotophaeus correntinus Mello-Leitao, 1945 — Аргентина
- Scotophaeus crinitus Jezequel, 1965 — Кот-д’Ивуар
- Scotophaeus dispulsus (O. P.-Cambridge, 1885) — Таджикистан, Монголия
- Scotophaeus domesticus Tikader, 1962 — Индия
- Scotophaeus fabrisae Caporiacco, 1950 — Италия
- Scotophaeus faisalabadiensis Ghafoor & Beg, 2002 — Пакистан
- Scotophaeus gridellii Caporiacco, 1928 — Канарские Острова
- Scotophaeus hierro Schmidt, 1977 — Канарские Острова
- Scotophaeus hunan Zhang, Song & Zhu, 2003 — Китай
- Scotophaeus insularis Berland, 1936 — Кабо-Верде, Греция
- Scotophaeus invisus (O. P.-Cambridge, 1885) — Яркенд
- Scotophaeus jacksoni Berland, 1936 — Кабо-Верде
- Scotophaeus jinlin Song, Zhu & Zhang, 2004 — Китай
- Scotophaeus kalimpongensis Gajbe, 1992 — Индия
- Scotophaeus lamperti Strand, 1906 — Центральная Африка
- Scotophaeus lindbergi Roewer, 1961 — Афганистан
- Scotophaeus madalasae Tikader & Gajbe, 1977 — Индия
- Scotophaeus marleyi Tucker, 1923 — Южная Африка
- Scotophaeus mauckneri Schmidt, 1956 — Канарские Острова
- Scotophaeus merkaricola Strand, 1907 — Индия
- Scotophaeus meruensis Tullgren, 1910 — Восточная Африка
- Scotophaeus microdon Caporiacco, 1933 — Ливия
- Scotophaeus musculus (Simon, 1878) — Франция, Мадейра, Селваженш
- Scotophaeus nanoides Wunderlich, 2011 — Португалия
- Scotophaeus nanus Wunderlich, 1995 — Австрия
- Scotophaeus natalensis Lawrence, 1938 — Южная Африка
- Scotophaeus nigrosegmentatus (Simon, 1895) — Монголия, Каракорум
- Scotophaeus nossibeensis Strand, 1907 — Мадагаскар
- Scotophaeus nyrensis Simon, 1909 — Восточная Африка
- Scotophaeus parvioculis Strand, 1906 — Эфиопия
- Scotophaeus peninsularis Roewer, 1928 — Греция, Крит, Израиль
- Scotophaeus poonaensis Tikader, 1982 — Индия
- Scotophaeus pretiosus (L. Koch, 1873) — Новая Зеландия
- Scotophaeus purcelli Tucker, 1923 — Южная Африка
- Scotophaeus quadripunctatus (Linnaeus, 1758) — Европа, Россия
- Scotophaeus rajasthanus Tikader, 1966 — Индия
- Scotophaeus rebellatus (Simon, 1880) — Китай
- Scotophaeus regularis Tullgren, 1910 — Восточная Африка
- Scotophaeus relegatus Purcell, 1907 — Южная Африка
- Scotophaeus retusus (Simon, 1878) — Франция
- Scotophaeus rufescens (Kroneberg, 1875) — Центральная Азия
- Scotophaeus schenkeli Caporiacco, 1949 — Кения
- Scotophaeus scutulatus (L. Koch, 1866) — Европа до Центральной Азии, Алжир
- Scotophaeus semitectus (Simon, 1886) — Сенегал
- Scotophaeus simlaensis Tikader, 1982 — Индия, Китай
- Scotophaeus strandi Caporiacco, 1940 — Эфиопия
- Scotophaeus tubicola Schmidt, 1990 — Канарские Острова
- Scotophaeus typhlus Schmidt & Piepho, 1994 — Кабо-Верде
- Scotophaeus validus (Lucas, 1846) — Южная Европа, Марокко, Алжир
- Scotophaeus westringi Simon, 1914 — Франция
- Scotophaeus xizang Zhang, Song & Zhu, 2003 — Китай

## Sergiolus
Sergiolus Simon, 1891
- Sergiolus angustus (Banks, 1904) — Северная Америка
- Sergiolus bicolor Banks, 1900 — США, Канада
- Sergiolus capulatus (Walckenaer, 1837) — США, Канада
- Sergiolus columbianus (Emerton, 1917) — США, Канада
- Sergiolus cyaneiventris Simon, 1893 — США, Куба
- Sergiolus decoratus Kaston, 1945 — США, Канада
- Sergiolus gertschi Platnick & Shadab, 1981 — США, Мексика
- Sergiolus guadalupensis Platnick & Shadab, 1981 — Мексика
- Sergiolus hosiziro (Yaginuma, 1960) — Китай, Корея, Япония
- Sergiolus iviei Platnick & Shadab, 1981 — США, Канада
- Sergiolus kastoni Platnick & Shadab, 1981 — США, Куба
- Sergiolus khodiarae Patel, 1988 — Индия
- Sergiolus lamhetaghatensis Gajbe & Gajbe, 1999 — Индия
- Sergiolus lowelli Chamberlin & Woodbury, 1929 — США, Мексика
- Sergiolus magnus (Bryant, 1948) — Гаити
- Sergiolus mainlingensis Hu, 2001 — Китай
- Sergiolus meghalayensis Tikader & Gajbe, 1976 — Индия
- Sergiolus minutus (Banks, 1898) — США, Куба, Ямайка
- Sergiolus montanus (Emerton, 1890) — Северная Америка
- Sergiolus ocellatus (Walckenaer, 1837) — США, Канада
- Sergiolus poonaensis Tikader & Gajbe, 1976 — Индия
- Sergiolus singhi Tikader & Gajbe, 1976 — Индия
- Sergiolus songi Xu, 1991 — Китай
- Sergiolus stella Chamberlin, 1922 — США, Мексика
- Sergiolus tennesseensis Chamberlin, 1922 — США
- Sergiolus unimaculatus Emerton, 1915 — США, Канада

## Sernokorba
Sernokorba Kamura, 1992
- Sernokorba fanjing Song, Zhu & Zhang, 2004 — Китай
- Sernokorba pallidipatellis (Bosenberg & Strand, 1906) — Россия, Китай, Корея, Япония
- Sernokorba tescorum (Simon, 1914) — Франция

## Setaphis
Setaphis Simon, 1893
- Setaphis algerica (Dalmas, 1922) — Испания, Алжир
- Setaphis atlantica (Berland, 1936) — Кабо-Верде
- Setaphis browni (Tucker, 1923) — Центральная, от Южной Африки до Пакистана, Индия
- Setaphis canariensis (Simon, 1883) — Канарские Острова
- Setaphis carmeli (O. P.-Cambridge, 1872) — Средиземноморье
- Setaphis fuscipes (Simon, 1885) — от Марокко до Израиля
- Setaphis gomerae (Schmidt, 1981) — Канарские Острова
- Setaphis jocquei Platnick & Murphy, 1996 — Кот-д’Ивуар
- Setaphis makalali FitzPatrick, 2005 — Южная Африка
- Setaphis mediterranea Levy, 2009 — Израиль
- Setaphis mollis (O. P.-Cambridge, 1874) — Северная Африка, Израиль
- Setaphis murphyi Wunderlich, 2011 — Канарские Острова
- Setaphis parvula (Lucas, 1846) — Западная Средиземноморье
- Setaphis salrei Schmidt, 1999 — Кабо-Верде
- Setaphis sexmaculata Simon, 1893 — Южная Африка
- Setaphis simplex (Simon, 1885) — Тунис
- Setaphis spiribulbis (Denis, 1952) — Марокко
- Setaphis subtilis (Simon, 1897) — Западная, от Южной Африки до Филиппин
- Setaphis villiersi (Denis, 1955) — Нигер, Сомали, Эфиопия
- Setaphis walteri Platnick & Murphy, 1996 — Канарские Острова
- Setaphis wunderlichi Platnick & Murphy, 1996 — Канарские Острова

## Shaitan
Shaitan Kovblyuk, Kastrygina & Marusik, 2013
- Shaitan elchini Kovblyuk, Kastrygina & Marusik, 2013 — Азербайджан, Казахстан

## Shiragaia
Shiragaia Paik, 1992
- Shiragaia taeguensis Paik, 1992 — Корея

## Sidydrassus
Sidydrassus Esyunin & Tuneva, 2002
- Sidydrassus rogue Tuneva, 2005 — Казахстан
- Sidydrassus shumakovi (Spassky, 1934) — Россия, Казахстан
- Sidydrassus tianschanicus (Hu & Wu, 1989) — Китай

## Smionia
Smionia Dalmas, 1920
- Smionia capensis Dalmas, 1920 — Южная Африка
- Smionia lineatipes (Purcell, 1908) — Южная Африка

## Sosticus
Sosticus Chamberlin, 1922
- Sosticus californicus Platnick & Shadab, 1976 — США
- Sosticus dherikanalensis Gajbe, 1979 — Индия
- Sosticus insularis (Banks, 1895) — США, Канада
- Sosticus jabalpurensis Bhandari & Gajbe, 2001 — Индия
- Sosticus loricatus (L. Koch, 1866) — Голарктика
- Sosticus nainitalensis Gajbe, 1979 — Индия
- Sosticus pawani Gajbe, 1993 — Индия
- Sosticus poonaensis Tikader, 1982 — Индия
- Sosticus solanensis Gajbe, 1979 — Индия
- Sosticus sundargarhensis Gajbe, 1979 — Индия

## Symphanodes
Symphanodes Rainbow, 1916
- Symphanodes dianiphus Rainbow, 1916 — Квинсленд

## Synaphosus
Synaphosus Platnick & Shadab, 1980
- Synaphosus cangshanus Yang, Yang & Zhang, 2013 — Китай
- Synaphosus daweiensis Yin, Bao & Peng, 2002 — Китай
- Synaphosus evertsi Ovtsharenko, Levy & Platnick, 1994 — Кот-д’Ивуар
- Synaphosus femininis Deeleman-Reinhold, 2001 — Ява
- Synaphosus gracillimus (O. P.-Cambridge, 1872) — Египт, Израиль
- Synaphosus intricatus (Denis, 1947) — Алжир, Египт
- Synaphosus kakamega Ovtsharenko, Levy & Platnick, 1994 — Кения
- Synaphosus karakumensis Ovtsharenko, Levy & Platnick, 1994 — Туркменистан
- Synaphosus khashm Ovtsharenko, Levy & Platnick, 1994 — Саудовская Аравия
- Synaphosus kris Deeleman-Reinhold, 2001 — Бали
- Synaphosus makhambetensis Ponomarev, 2008 — Казахстан
- Synaphosus minimus (Caporiacco, 1936) — Ливия, Египт
- Synaphosus nanus (O. P.-Cambridge, 1872) — Израиль
- Synaphosus neali Ovtsharenko, Levy & Platnick, 1994 — Иран, Пакистан
- Synaphosus palearcticus Ovtsharenko, Levy & Platnick, 1994 — Крит, от Турции до Центральной Азии
- Synaphosus paludis (Chamberlin & Gertsch, 1940) — США
- Synaphosus raveni Deeleman-Reinhold, 2001 — Таиланд
- Synaphosus sauvage Ovtsharenko, Levy & Platnick, 1994 — Испания, Франция, Швейцария, Италия
- Synaphosus shirin Ovtsharenko, Levy & Platnick, 1994 — Иран
- Synaphosus soyunovi Ovtsharenko, Levy & Platnick, 1994 — Туркменистан
- Synaphosus syntheticus (Chamberlin, 1924) — США, Мексика, от Ливии до Саудовской Аравии
- Synaphosus taukum Ovtsharenko, Levy & Platnick, 1994 — Казахстан
- Synaphosus trichopus (Roewer, 1928) — Греция, Крит
- Synaphosus turanicus Ovtsharenko, Levy & Platnick, 1994 — Центральная Азия
- Synaphosus yatenga Ovtsharenko, Levy & Platnick, 1994 — Буркина-Фасо

## Talanites
Talanites Simon, 1893
- Talanites atscharicus Mcheidze, 1946 — Грузия, Казахстан
- Talanites captiosus (Gertsch & Davis, 1936) — США, Мексика
- Talanites cavernicola Thorell, 1897 — Мьянма
- Talanites dunini Platnick & Ovtsharenko, 1991 — Израиль, Центральная Азия
- Talanites echinus (Chamberlin, 1922) — США
- Talanites exlineae (Platnick & Shadab, 1976) — США
- Talanites fagei Spassky, 1938 — Россия, Центральная Азия
- Talanites fervidus Simon, 1893 — Египт, Израиль
- Talanites mikhailovi Platnick & Ovtsharenko, 1991 — Казахстан
- Talanites moodyae Platnick & Ovtsharenko, 1991 — США
- Talanites ornatus (O. P.-Cambridge, 1874) — Египт
- Talanites santschii Dalmas, 1918 — Тунис
- Talanites strandi Spassky, 1940 — Украина, Россия, Казахстан
- Talanites tibialis Caporiacco, 1934 — Индия, Пакистан
- Talanites ubicki Platnick & Ovtsharenko, 1991 — США

## Talanitoides
Talanitoides Levy, 2009
- Talanitoides habesor Levy, 2009 — Израиль

## Titus
Titus O. P.-Cambridge, 1901
- Titus lugens O. P.-Cambridge, 1901 — Зимбабве

## Trachyzelotes
Trachyzelotes Lohmander, 1944
- Trachyzelotes adriaticus (Caporiacco, 1951) — от Италии до Китая
- Trachyzelotes baiyuensis Xu, 1991 — Китай
- Trachyzelotes barbatus (L. Koch, 1866) — Средиземноморье до Центральной Азии, США
- Trachyzelotes bardiae (Caporiacco, 1928) — Средиземноморье
- Trachyzelotes chybyndensis Tuneva & Esyunin, 2002 — Россия
- Trachyzelotes cumensis (Ponomarev, 1979) — Россия
- Trachyzelotes fuscipes (L. Koch, 1866) — Средиземноморье, Китай
- Trachyzelotes glossus (Strand, 1915) — Турция, Израиль
- Trachyzelotes holosericeus (Simon, 1878) — Средиземноморье
- Trachyzelotes huberti Platnick & Murphy, 1984 — Алжир, Италия
- Trachyzelotes jaxartensis (Kroneberg, 1875) — Голарктика, Сенегал, Южная Африка, Гавайи
- Trachyzelotes kulczynskii (Bosenberg, 1902) — Македония, Япония, Карибские острова, Колумбия, Бразилия, Самоа
- Trachyzelotes lyonneti (Audouin, 1826) — Средиземноморье до Центральной Азии, от США до Перу, Бразилия
- Trachyzelotes malkini Platnick & Murphy, 1984 — Румыния, Крит, Турция, Украина
- Trachyzelotes miniglossus Levy, 2009 — Израиль
- Trachyzelotes minutus Crespo, 2010 — Португалия
- Trachyzelotes mutabilis (Simon, 1878) — Средиземноморье
- Trachyzelotes pedestris (C. L. Koch, 1837) — Европа до Азербайджана
- Trachyzelotes ravidus (L. Koch, 1875) — Эфиопия
- Trachyzelotes stubbsi Platnick & Murphy, 1984 — Греция, Кипр

## Trephopoda
Trephopoda Tucker, 1923
- Trephopoda aplanita (Tucker, 1923) — Южная Африка
- Trephopoda biamenta (Tucker, 1923) — Южная Африка
- Trephopoda ctenipalpis (Lawrence, 1927) — Намибия
- Trephopoda hanoveria Tucker, 1923 — Южная Африка
- Trephopoda kannemeyeri (Tucker, 1923) — Южная Африка
- Trephopoda parvipalpa (Tucker, 1923) — Южная Африка

## Trichothyse
Trichothyse Tucker, 1923
- Trichothyse africana (Tucker, 1923) — Южная Африка
- Trichothyse fontensis Lawrence, 1928 — Намибия
- Trichothyse hortensis Tucker, 1923 — Южная Африка
- Trichothyse subtropica Lawrence, 1927 — Намибия

## Turkozelotes
Turkozelotes Kovblyuk & Seyyar, 2009
- Turkozelotes microb Kovblyuk & Seyyar, 2009 — Турция

## Urozelotes
Urozelotes Mello-Leitao, 1938
- Urozelotes kabenge FitzPatrick, 2005 — Замбия
- Urozelotes mysticus Platnick & Murphy, 1984 — Италия
- Urozelotes rusticus (L. Koch, 1872) — Повсеместно
- Urozelotes trifidus Tuneva, 2003 — Россия

## Vectius
Vectius Simon, 1897
- Vectius niger (Simon, 1880) — Бразилия, Парагвай, Аргентина

## Xenoplectus
Xenoplectus Schiapelli & Gerschman, 1958
- Xenoplectus armatus Schiapelli & Gerschman, 1958 — Аргентина

## Xerophaeus
Xerophaeus Purcell, 1907
- Xerophaeus ahenus Purcell, 1908 — Южная Африка
- Xerophaeus anthropoides Hewitt, 1916 — Южная Африка
- Xerophaeus appendiculatus Purcell, 1907 — Южная Африка
- Xerophaeus aridus Purcell, 1907 — Южная Африка
- Xerophaeus aurariarum Purcell, 1907 — Южная Африка
- Xerophaeus bicavus Tucker, 1923 — Южная Африка
- Xerophaeus biplagiatus Tullgren, 1910 — Восточная AFrica
- Xerophaeus capensis Purcell, 1907 — Южная Африка
- Xerophaeus communis Purcell, 1907 — Южная Африка
- Xerophaeus coruscus (L. Koch, 1875) — Эфиопия, Восточная Африка, Йемен
  - Xerophaeus coruscus kibonotensis Tullgren, 1910 — Восточная, Южная Африка
- Xerophaeus crusculus Tucker, 1923 — Южная Африка
- Xerophaeus crustosus Purcell, 1907 — Южная Африка
- Xerophaeus druryi Tucker, 1923 — Южная Африка
- Xerophaeus espoir Platnick, 1981 — Сейшеллы
- Xerophaeus exiguus Purcell, 1907 — Южная Африка
- Xerophaeus flammeus Tucker, 1923 — Южная Африка
- Xerophaeus flavescens Purcell, 1907 — Южная Африка
- Xerophaeus hottentottus Purcell, 1908 — Южная Африка
- Xerophaeus kiwuensis Strand, 1913 — Центральная Африка
- Xerophaeus lightfooti Purcell, 1907 — Южная Африка
- Xerophaeus longispinus Purcell, 1908 — Южная Африка
- Xerophaeus lunulifer Purcell, 1907 — Южная Африка
- Xerophaeus maritimus Lawrence, 1938 — Южная Африка
- Xerophaeus matroosbergensis Tucker, 1923 — Южная Африка
- Xerophaeus occiduus Tucker, 1923 — Южная Африка
- Xerophaeus oceanicus Schmidt & Jocque, 1983 — Реюньон
- Xerophaeus pallidus Tucker, 1923 — Южная Африка
- Xerophaeus patricki Purcell, 1907 — Южная Африка
- Xerophaeus perversus Purcell, 1923 — Южная Африка
- Xerophaeus phaseolus Tucker, 1923 — Южная Африка
- Xerophaeus robustus Lawrence, 1936 — Южная Африка
- Xerophaeus rostratus Purcell, 1907 — Южная Африка
- Xerophaeus ruandanus Strand, 1913 — Руанда
- Xerophaeus rubeus Tucker, 1923 — Южная Африка
- Xerophaeus silvaticus Tucker, 1923 — Южная Африка
- Xerophaeus spiralifer Purcell, 1907 — Южная Африка
- Xerophaeus spoliator Purcell, 1907 — Южная Африка
- Xerophaeus tenebrosus Tucker, 1923 — Южная Африка
- Xerophaeus thomasi (Caporiacco, 1949) — Кения
- Xerophaeus vickermani Tucker, 1923 — Южная Африка
- Xerophaeus zuluensis Lawrence, 1938 — Южная Африка

## Xizangia
Xizangia Song, Zhu & Zhang, 2004
- Xizangia linzhiensis (Hu, 2001) — Китай
- Xizangia rigaze Song, Zhu & Zhang, 2004 — Китай

## Zelanda
Zelanda Ozdikmen, 2009
- Zelanda elongata (Forster, 1979) — Новая Зеландия
- Zelanda erebus (L. Koch, 1873) — Новая Зеландия
- Zelanda kaituna (Forster, 1979) — Новая Зеландия
- Zelanda miranda (Forster, 1979) — Новая Зеландия
- Zelanda obtusa (Forster, 1979) — Новая Зеландия
- Zelanda titirangia (Ovtsharenko, Fedoryak & Zakharov, 2006) — Новая Зеландия

## Zelominor
Zelominor Snazell & Murphy, 1997
- Zelominor algarvensis Snazell & Murphy, 1997 — Португалия, Испания
- Zelominor algericus Snazell & Murphy, 1997 — Алжир
- Zelominor malagensis Snazell & Murphy, 1997 — Испания

## Zelotes
Zelotes Gistel, 1848
- Zelotes acapulcoanus Gertsch & Davis, 1940 — Мексика
- Zelotes adderet Levy, 2009 — Израиль
- Zelotes aeneus (Simon, 1878) — Европа
- Zelotes aerosus Charitonov, 1946 — Крит, Центральная Азия
- Zelotes aestus (Tucker, 1923) — Намибия
- Zelotes aiken Platnick & Shadab, 1983 — США
- Zelotes albanicus (Hewitt, 1915) — Южная Африка
- Zelotes albomaculatus (O. P.-Cambridge, 1901) — Южная Африка
- Zelotes alpujarraensis Senglet, 2011 — Испания
- Zelotes altissimus Hu, 1989 — Китай
- Zelotes anchoralis Denis, 1958 — Афганистан
- Zelotes andreinii Reimoser, 1937 — Эфиопия, Уганда
- Zelotes anglo Gertsch & Riechert, 1976 — США, Мексика
- Zelotes angolensis FitzPatrick, 2007 — Ангола
- Zelotes anthereus Chamberlin, 1936 — США
- Zelotes apricorum (L. Koch, 1876) — Европа до Казахстана
- Zelotes argoliensis (C. L. Koch, 1839) — Греция
- Zelotes aridus (Purcell, 1907) — Танзания, Намибия, Южная Африка
- Zelotes arnoldii Charitonov, 1946 — Центральная Азия
- Zelotes ashae Tikader & Gajbe, 1976 — Индия
- Zelotes asiaticus (Bosenberg & Strand, 1906) — Восточная Азия
- Zelotes atlanticus (Simon, 1909) — Марокко
- Zelotes atrocaeruleus (Simon, 1878) — Палеарктика
- Zelotes aurantiacus Miller, 1967 — Центральная Европа до России
- Zelotes azsheganovae Esyunin & Efimik, 1992 — Россия, Казахстан
- Zelotes babunaensis (Drensky, 1929) — Греция
- Zelotes baeticus Senglet, 2011 — Испания
- Zelotes bajo Platnick & Shadab, 1983 — Мексика
- Zelotes balcanicus Deltshev, 2006 — Болгария, Румыния, Греция, Македония, Израиль
- Zelotes baltistanus Caporiacco, 1934 — Пакистан, Россия, Монголия
- Zelotes baltoroi Caporiacco, 1934 — Индия, Каракорум
- Zelotes bambari FitzPatrick, 2007 — Центральная Африкаn Rep.
- Zelotes banana FitzPatrick, 2007 — Конго
- Zelotes barbarus (Simon, 1885) — Марокко, Алжир, Тунис
- Zelotes barkol Platnick & Song, 1986 — Россия, Китай
- Zelotes bashaneus Levy, 1998 — Израиль
- Zelotes bassari FitzPatrick, 2007 — Togo
- Zelotes bastardi (Simon, 1896) — Зимбабве, Южная Африка, Мадагаскар
- Zelotes beijianensis Hu & Wu, 1989 — Китай
- Zelotes berytensis (Simon, 1884) — Сирия
- Zelotes bharatae Gajbe, 2005 — Индия
- Zelotes bicolor Hu & Wu, 1989 — Китай
- Zelotes bifukaensis Kamura, 2000 — Япония
- Zelotes bifurcutis Zhang, Zhu & Tso, 2009 — Тайвань
- Zelotes bimaculatus (C. L. Koch, 1837) — Италия, Венгрия, Греция, Россия
- Zelotes birmanicus (Simon, 1884) — Мьянма
- Zelotes bokerensis Levy, 1998 — Израиль
- Zelotes boluensis Wunderlich, 2011 — Турция
- Zelotes bozbalus Roewer, 1961 — Афганистан
- Zelotes brennanorum FitzPatrick, 2007 — Малави, Зимбабве
- Zelotes broomi (Purcell, 1907) — Южная Африка
- Zelotes butarensis FitzPatrick, 2007 — Западная, Центральная Африка
- Zelotes butembo FitzPatrick, 2007 — Конго
- Zelotes calactinus Di Franco, 1989 — Италия
- Zelotes caldarius (Purcell, 1907) — Южная Африка
- Zelotes callidus (Simon, 1878) — Испания, Франция, Minorca, Италия, Марокко
- Zelotes cantonensis Platnick & Song, 1986 — Китай
- Zelotes capensis FitzPatrick, 2007 — Южная Африка
- Zelotes capiliae Barrion & Litsinger, 1995 — Филиппины
- Zelotes caprearum (Pavesi, 1875) — Италия
- Zelotes caprivi FitzPatrick, 2007 — Намибия
- Zelotes capsula Tucker, 1923 — Южная Африка
- Zelotes caracasanus (Simon, 1893) — Венесуэла
- Zelotes caspius Ponomarev & Tsvetkov, 2006 — Казахстан
- Zelotes cassinensis FitzPatrick, 2007 — Гвинея-Бисау
- Zelotes catholicus Chamberlin, 1924 — Мексика
- Zelotes cayucos Platnick & Shadab, 1983 — США
- Zelotes chandosiensis Tikader & Gajbe, 1976 — Индия
- Zelotes chaniaensis Senglet, 2011 — Крит
- Zelotes chinguli FitzPatrick, 2007 — Ботсвана, Зимбабве
- Zelotes chotorus Roewer, 1961 — Афганистан
- Zelotes choubeyi Tikader & Gajbe, 1979 — Индия
- Zelotes cingarus (O. P.-Cambridge, 1874) — Болгария, Греция, Крит, Корфу, Турция, Таджикистан
- Zelotes clivicola (L. Koch, 1870) — Палеарктика
- Zelotes coeruleus (Holmberg, 1876) — Аргентина
- Zelotes comparilis (Simon, 1886) — Сенегал, Burkino Faso
- Zelotes cordiger (L. Koch, 1875) — Эфиопия
- Zelotes cordubensis Senglet, 2011 — Испания
- Zelotes corrugatus (Purcell, 1907) — Южная Африка
- Zelotes creticus (Kulczynski, 1903) — Крит
- Zelotes criniger Denis, 1937 — Средиземноморье
- Zelotes cruz Platnick & Shadab, 1983 — США
- Zelotes cyanescens Simon, 1914 — Франция
- Zelotes daidalus Chatzaki, 2003 — Крит
- Zelotes davidi (Simon, 1884) — Ливия, Сирия
- Zelotes davidi Schenkel, 1963 — Китай, Корея, Япония
- Zelotes denapes Platnick, 1993 — Италия
- Zelotes desioi Caporiacco, 1934 — Индия
- Zelotes devotus Grimm, 1982 — Европа
- Zelotes discens Chamberlin, 1922 — США
- Zelotes distinctissimus Caporiacco, 1929 — Греция
- Zelotes doddieburni FitzPatrick, 2007 — Зимбабве, Южная Африка
- Zelotes donan Kamura, 1999 — Острова Рюкю
- Zelotes donnanae FitzPatrick, 2007 — Конго
- Zelotes duplex Chamberlin, 1922 — США, Канада
- Zelotes egregioides Senglet, 2011 — Португалия, Испания
- Zelotes egregius Simon, 1914 — Франция, Андорра, Италия, Сицилия
- Zelotes electus (C. L. Koch, 1839) — Европа до Центральной Азии
- Zelotes erebeus (Thorell, 1871) — Европа до Грузии
- Zelotes eremus Levy, 1998 — Израиль
- Zelotes ernsti (Simon, 1893) — Венесуэла
- Zelotes erythrocephalus (Lucas, 1846) — Алжир
- Zelotes eskovi Zhang & Song, 2001 — Китай
- Zelotes eugenei Kovblyuk, 2009 — Греция, Украина
- Zelotes exiguoides Platnick & Shadab, 1983 — США, Канада
- Zelotes exiguus (Muller & Schenkel, 1895) — Палеарктика
- Zelotes fagei Denis, 1955 — Нигер, Египт
- Zelotes faisalabadensis Butt & Beg, 2004 — Пакистан
- Zelotes fallax Tuneva & Esyunin, 2003 — Россия
- Zelotes femellus (L. Koch, 1866) — Южная Европа
- Zelotes flabellis Zhang, Zhu & Tso, 2009 — Тайвань
- Zelotes flagellans (L. Koch, 1882) — Испания, Балеарские острова
- Zelotes flavens (L. Koch, 1873) — Западная Австралия
- Zelotes flavimanus (C. L. Koch, 1839) — Греция
- Zelotes flavitarsis (Purcell, 1908) — Южная Африка
- Zelotes flexuosus Kamura, 1999 — Острова Рюкю
- Zelotes florisbad FitzPatrick, 2007 — Южная Африка
- Zelotes florodes Platnick & Shadab, 1983 — США
- Zelotes foresta Platnick & Shadab, 1983 — США
- Zelotes fratris Chamberlin, 1920 — Голарктика
- Zelotes frenchi Tucker, 1923 — Ботсвана, Зимбабве, Южная Африка
- Zelotes fuligineus (Purcell, 1907) — Центральная, Восточная, Южная Африка
- Zelotes fulvaster (Simon, 1878) — Корсика, Греция
- Zelotes fulvopilosus (Simon, 1878) — Испания, Франция, Балеарские острова
- Zelotes funestus (Keyserling, 1887) — США
- Zelotes fuscimanus (Kroneberg, 1875) — Узбекистан
- Zelotes fuscorufus (Simon, 1878) — Корсика, Сардиния
- Zelotes fuscus (Thorell, 1875) — Украина
- Zelotes fuzeta Wunderlich, 2011 — Португалия
- Zelotes gabriel Platnick & Shadab, 1983 — США
- Zelotes gallicus Simon, 1914 — Европа, Россия
- Zelotes galunae Levy, 1998 — Израиль
- Zelotes gattefossei Denis, 1952 — Марокко
- Zelotes gertschi Platnick & Shadab, 1983 — США, Мексика
- Zelotes geshur Levy, 2009 — Израиль
- Zelotes gladius Kamura, 1999 — Острова Рюкю
- Zelotes golanensis Levy, 2009 — Израиль
- Zelotes gooldi (Purcell, 1907) — Намибия, Южная Африка
- Zelotes graecus (L. Koch, 1867) — Греция
- Zelotes griswoldi Platnick & Shadab, 1983 — США
- Zelotes grovus Platnick & Shadab, 1983 — США
- Zelotes guineanus (Simon, 1907) — Западная, Центральная, Восточная Африка
- Zelotes gussakovskyi Charitonov, 1951 — Таджикистан
- Zelotes gynethus Chamberlin, 1919 — США
- Zelotes haifaensis Levy, 2009 — Израиль
- Zelotes hanangensis FitzPatrick, 2007 — Танзания
- Zelotes haplodrassoides (Denis, 1955) — Нигер, Эфиопия
- Zelotes hardwar Platnick & Shadab, 1983 — Ямайка
- Zelotes harmeron Levy, 2009 — Греция, Израиль
- Zelotes haroni FitzPatrick, 2007 — Зимбабве, Малави
- Zelotes hayashii Kamura, 1987 — Япония
- Zelotes helanshan Tang et al., 1997 — Китай
- Zelotes helicoides Chatzaki, 2010 — Крит
- Zelotes helsdingeni Zhang & Song, 2001 — Китай
- Zelotes helvoloides Levy, 1998 — Израиль
- Zelotes helvolus (O. P.-Cambridge, 1872) — Израиль
- Zelotes henderickxi Bosselaers, 2012 — Канарские Острова
- Zelotes hentzi Barrows, 1945 — США, Канада
- Zelotes hermani (Chyzer, 1897) — Центральная Европа до России
- Zelotes hirtus (Thorell, 1875) — Франция
- Zelotes hispaliensis Senglet, 2011 — Испания
- Zelotes holguin Alayon, 1992 — Куба
- Zelotes hospitus (Simon, 1897) — Индия
- Zelotes hui Platnick & Song, 1986 — Казахстан, Китай
- Zelotes humilis (Purcell, 1907) — Зимбабве, Южная Африка
- Zelotes hummeli Schenkel, 1936 — Казахстан, Китай
- Zelotes ibayensis FitzPatrick, 2007 — Танзания
- Zelotes icenoglei Platnick & Shadab, 1983 — США
- Zelotes illustris Butt & Beg, 2004 — Пакистан
- Zelotes incertissimus Caporiacco, 1934 — Ливия
- Zelotes inderensis Ponomarev & Tsvetkov, 2006 — Казахстан
- Zelotes inglenook Platnick & Shadab, 1983 — США
- Zelotes inqayi FitzPatrick, 2007 — Конго
- Zelotes insulanus (L. Koch, 1867) — Греция
- Zelotes insulanus Dalmas, 1922 — Италия
- Zelotes invidus (Purcell, 1907) — Намибия, Южная Африка
- Zelotes iriomotensis Kamura, 1994 — Япония
- Zelotes itandae FitzPatrick, 2007 — Конго
- Zelotes ivieorum Platnick & Shadab, 1983 — Мексика
- Zelotes jabalpurensis Tikader & Gajbe, 1976 — Индия
- Zelotes jamaicensis Platnick & Shadab, 1983 — Ямайка
- Zelotes jocquei FitzPatrick, 2007 — Кения
- Zelotes josephine Platnick & Shadab, 1983 — США
- Zelotes katombora FitzPatrick, 2007 — Зимбабве
- Zelotes kazachstanicus Ponomarev & Tsvetkov, 2006 — Казахстан
- Zelotes kerimi (Pavesi, 1880) — Тунис
- Zelotes keumjeungsanensis Paik, 1986 — Китай, Корея
- Zelotes khostensis Kovblyuk & Ponomarev, 2008 — Россия
- Zelotes kimi Paik, 1992 — Корея
- Zelotes kimwha Paik, 1986 — Корея, Япония
- Zelotes konarus Roewer, 1961 — Афганистан
- Zelotes kukushkini Kovblyuk, 2006 — Украина
- Zelotes kulempikus FitzPatrick, 2007 — Кения
- Zelotes kulukhunus FitzPatrick, 2007 — Burkino Faso, Чад
- Zelotes kumazomba FitzPatrick, 2007 — Малави
- Zelotes kuncinyanus FitzPatrick, 2007 — Южная Африка
- Zelotes kuntzi Denis, 1953 — Йемен
- Zelotes kusumae Tikader, 1982 — Индия
- Zelotes laccus (Barrows, 1919) — США, Канада
- Zelotes laconicus Senglet, 2011 — Греция
- Zelotes laetus (O. P.-Cambridge, 1872) — Средиземноморье, tropical Африка, Кабо-Верде, США, Мексика, Перу, Гавайи
- Zelotes laghmanus Roewer, 1961 — Афганистан
- Zelotes lagrecai Di Franco, 1994 — Испания, Марокко
- Zelotes lasalanus Chamberlin, 1928 — Северная Америка
- Zelotes latreillei (Simon, 1878) — Палеарктика
- Zelotes lavus Tucker, 1923 — Южная Африка
- Zelotes lehavim Levy, 2009 — Израиль
- Zelotes liaoi Platnick & Song, 1986 — Китай, Тайвань
- Zelotes lichenyensis FitzPatrick, 2007 — Малави
- Zelotes lightfooti (Purcell, 1907) — Южная Африка
- Zelotes listeri (Audouin, 1826) — Египт
- Zelotes lividus Mello-Leitao, 1943 — Аргентина
- Zelotes longestylus Simon, 1914 — Франция
- Zelotes longinquus (L. Koch, 1866) — Алжир
- Zelotes longipes (L. Koch, 1866) — Палеарктика
- Zelotes lotzi FitzPatrick, 2007 — Южная Африка
- Zelotes lubumbashi FitzPatrick, 2007 — Конго
- Zelotes lutorius (Tullgren, 1910) — Танзания
- Zelotes lymnophilus Chamberlin, 1936 — США
- Zelotes maccaricus Di Franco, 1998 — Италия
- Zelotes maindroni (Simon, 1905) — Индия
- Zelotes mandae Tikader & Gajbe, 1979 — Индия
- Zelotes mandlaensis Tikader & Gajbe, 1976 — Индия
- Zelotes manius (Simon, 1878) — Южная Европа
- Zelotes manytchensis (Ponomarev & Tsvetkov, 2006) — Иран, Россия
- Zelotes manzae (Strand, 1908) — Канарские Острова
- Zelotes mashonus FitzPatrick, 2007 — Конго, Ботсвана, Зимбабве, Южная Африка
- Zelotes matobensis FitzPatrick, 2007 — Зимбабве
- Zelotes mayanus Chamberlin & Ivie, 1938 — Мексика
- Zelotes mazumbai FitzPatrick, 2007 — Танзания
- Zelotes mediocris (Kulczynski, 1901) — Эфиопия
- Zelotes meinsohni Denis, 1954 — Марокко
- Zelotes meronensis Levy, 1998 — Израиль
- Zelotes mesa Platnick & Shadab, 1983 — США, Мексика
- Zelotes messinai Di Franco, 1995 — Италия
- Zelotes metellus Roewer, 1928 — от Греции до Ирана, Израиль
- Zelotes mikhailovi Marusik, 1995 — Казахстан, Монголия
- Zelotes minous Chatzaki, 2003 — Крит
- Zelotes miramar Platnick & Shadab, 1983 — Мексика
- Zelotes mkomazi FitzPatrick, 2007 — Танзания
- Zelotes moestus (O. P.-Cambridge, 1898) — Мексика
- Zelotes monachus Chamberlin, 1924 — США, Мексика
- Zelotes monodens Chamberlin, 1936 — США
- Zelotes mosioatunya FitzPatrick, 2007 — Ботсвана, Замбия, Зимбабве
- Zelotes muizenbergensis FitzPatrick, 2007 — Южная Африка
- Zelotes mulanjensis FitzPatrick, 2007 — Малави
- Zelotes mundus (Kulczynski, 1897) — Палеарктика
- Zelotes murcidus Simon, 1914 — Франция
- Zelotes murphyorum FitzPatrick, 2007 — Кения
- Zelotes musapi FitzPatrick, 2007 — Зимбабве
- Zelotes nainitalensis Tikader & Gajbe, 1976 — Индия
- Zelotes naliniae Tikader & Gajbe, 1979 — Индия
- Zelotes namaquus FitzPatrick, 2007 — Южная Африка
- Zelotes namibensis FitzPatrick, 2007 — Намибия
- Zelotes nannodes Chamberlin, 1936 — США
- Zelotes naphthalii Levy, 2009 — Израиль
- Zelotes nasikensis Tikader & Gajbe, 1976 — Индия
- Zelotes natalensis Tucker, 1923 — Южная Африка
- Zelotes ngomensis FitzPatrick, 2007 — Южная Африка
- Zelotes nilgirinus Reimoser, 1934 — Индия
- Zelotes nishikawai Kamura, 2010 — Тайвань
- Zelotes nitidus (Thorell, 1875) — Украина
- Zelotes nyathii FitzPatrick, 2007 — Конго, Ботсвана, Зимбабве
- Zelotes oblongus (C. L. Koch, 1833) — Европа
- Zelotes ocala Platnick & Shadab, 1983 — США
- Zelotes occultus Tuneva & Esyunin, 2003 — Россия
- Zelotes olympi (Kulczynski, 1903) — Болгария, Турция, Украина, Россия
- Zelotes orenburgensis Tuneva & Esyunin, 2003 — Россия, Украина
- Zelotes oryx (Simon, 1879) — Марокко, Алжир
- Zelotes otavi FitzPatrick, 2007 — Намибия, Ботсвана
- Zelotes ovambensis Lawrence, 1927 — Намибия
- Zelotes ovtsharenkoi Zhang & Song, 2001 — Китай
- Zelotes pakistaniensis Butt & Beg, 2004 — Пакистан
- Zelotes pallidipes Tucker, 1923 — Намибия
- Zelotes paradderet Levy, 2009 — Израиль
- Zelotes paraegregius Wunderlich, 2012 — Канарские Острова
- Zelotes paranaensis Mello-Leitao, 1947 — Бразилия
- Zelotes parascrutatus Levy, 1998 — Израиль
- Zelotes paroculus Simon, 1914 — Франция, Италия
- Zelotes pediculatoides Senglet, 2011 — Испания
- Zelotes pediculatus Marinaro, 1967 — Алжир, Израиль
- Zelotes pedimaculosus Tucker, 1923 — Намибия
- Zelotes perditus Chamberlin, 1922 — США
- Zelotes petrensis (C. L. Koch, 1839) — Европа до Центральной Азии
- Zelotes petrophilus Chamberlin, 1936 — США
- Zelotes pexus (Simon, 1885) — Индия
- Zelotes piceus (Kroneberg, 1875) — Таджикистан
- Zelotes piercy Platnick & Shadab, 1983 — США
- Zelotes pinos Platnick & Shadab, 1983 — США
- Zelotes planiger Roewer, 1961 — Афганистан
- Zelotes platnicki Zhang, Song & Zhu, 2001 — Китай
- Zelotes plumiger (L. Koch, 1882) — Мальорка
- Zelotes pluridentatus Marinaro, 1967 — Алжир
- Zelotes poecilochroaeformis Denis, 1937 — Алжир, Тунис
- Zelotes poonaensis Tikader & Gajbe, 1976 — Индия
- Zelotes potanini Schenkel, 1963 — Россия, Казахстан, Китай, Корея, Япония
- Zelotes prishutovae Ponomarev & Tsvetkov, 2006 — Греция, Крит, Турция, Россия, Украина
- Zelotes pseudoapricorum Schenkel, 1963 — Казахстан, Китай
- Zelotes pseudogallicus Ponomarev, 2007 — Россия
- Zelotes pseudopusillus Caporiacco, 1934 — Индия
- Zelotes pseustes Chamberlin, 1922 — США, Мексика
- Zelotes pulchellus Butt & Beg, 2004 — Пакистан
- Zelotes pulchripes (Purcell, 1908) — Южная Африка
- Zelotes pullus (Bryant, 1936) — США
- Zelotes puritanus Chamberlin, 1922 — Голарктика
- Zelotes pyrenaeus Di Franco & Blick, 2003 — Франция
- Zelotes quadridentatus (Strand, 1906) — Тунис
- Zelotes quipungo FitzPatrick, 2007 — Ангола
- Zelotes qwabergensis FitzPatrick, 2007 — Южная Африка
- Zelotes radiatus Lawrence, 1928 — Южная Африка
- Zelotes rainier Platnick & Shadab, 1983 — США
- Zelotes reduncus (Purcell, 1907) — Южная Африка
- Zelotes reimoseri Roewer, 1951 — Франция
- Zelotes remyi Denis, 1954 — Алжир
- Zelotes resolution FitzPatrick, 2007 — Южная Африка
- Zelotes rinske van Helsdingen, 2012 — Италия
- Zelotes rothschildi (Simon, 1909) — Эфиопия, Конго
- Zelotes rufi Esyunin & Efimik, 1997 — Россия
- Zelotes rufipes (Thorell, 1875) — Украина
- Zelotes rugege FitzPatrick, 2007 — Конго, Руанда
- Zelotes rungwensis FitzPatrick, 2007 — Танзания
- Zelotes ryukyuensis Kamura, 1999 — Острова Рюкю
- Zelotes sajali Tikader & Gajbe, 1979 — Индия
- Zelotes sanmen Platnick & Song, 1986 — Китай
- Zelotes santos Platnick & Shadab, 1983 — Мексика
- Zelotes sarawakensis (Thorell, 1890) — от Пакистана до Борнео и Австралии
- Zelotes sardus (Canestrini, 1873) — Франция, Италия
- Zelotes sataraensis Tikader & Gajbe, 1979 — Индия
- Zelotes sclateri Tucker, 1923 — Южная Африка, Лесото
- Zelotes scrutatus (O. P.-Cambridge, 1872) — Канарские Острова, от Африки до Центральной Азии
- Zelotes segrex (Simon, 1878) — Палеарктика
- Zelotes semibadius (L. Koch, 1878) — Азербайджан
- Zelotes serratus Wunderlich, 2011 — Португалия
- Zelotes shabae FitzPatrick, 2007 — Конго
- Zelotes shaked Levy, 1998 — Израиль
- Zelotes shantae Tikader, 1982 — Индия
- Zelotes siculus (Simon, 1878) — Сицилия
- Zelotes similis (Kulczynski, 1887) — Европа
  - Zelotes similis hungaricus KolosvA?ry & Loksa, 1944 — Венгрия
- Zelotes sindi Caporiacco, 1934 — Индия, Пакистан
- Zelotes singroboensis Jezequel, 1965 — Кот-д’Ивуар
- Zelotes siyabonga FitzPatrick, 2007 — Зимбабве
- Zelotes skinnerensis Platnick & Prentice, 1999 — США
- Zelotes somaliensis FitzPatrick, 2007 — Сомали
- Zelotes songus FitzPatrick, 2007 — Южная Африка
- Zelotes soulouensis FitzPatrick, 2007 — Burkino Faso
- Zelotes spadix (L. Koch, 1866) — Испания, Греция, Северная Африка
- Zelotes spilosus Yin, 2012 — Китай
- Zelotes spinulosus Denis, 1958 — Афганистан
- Zelotes stolidus (Simon, 1879) — Алжир, Ливия
- Zelotes strandi (Nosek, 1905) — Болгария, Турция
- Zelotes subaeneus (Simon, 1886) — Сенегал
- Zelotes subterraneus (C. L. Koch, 1833) — Палеарктика
- Zelotes sula Lowrie & Gertsch, 1955 — Голарктика
- Zelotes surekhae Tikader & Gajbe, 1976 — Индия
- Zelotes swelus FitzPatrick, 2007 — Конго
- Zelotes talpa Platnick & Shadab, 1983 — Мексика
- Zelotes talpinus (L. Koch, 1872) — Европа
- Zelotes tambaramensis Caleb & Mathai, 2013 — Индия
- Zelotes tarsalis Fage, 1929 — Северная Африка
- Zelotes tendererus FitzPatrick, 2007 — Малави, Замбия, Зимбабве
- Zelotes tenuis (L. Koch, 1866) — от Средиземноморья до Украины, США
- Zelotes tetramamillatus (Caporiacco, 1947) — Танзания
- Zelotes thorelli Simon, 1914 — Южная Европа
- Zelotes tongdao Yin, Bao & Zhang, 1999 — Китай
- Zelotes tortuosus Kamura, 1987 — Япония
- Zelotes tragicus (O. P.-Cambridge, 1872) — Чад, Эфиопия, Израиль
- Zelotes trimaculatus Mello-Leitao, 1930 — Бразилия
- Zelotes tristis (Thorell, 1871) — Швеция
- Zelotes tropicalis FitzPatrick, 2007 — Западная, Центральная Африка
- Zelotes tsaii Platnick & Song, 1986 — Китай
- Zelotes tuckeri Roewer, 1951 — Восточная, Южная Африка
- Zelotes tulare Platnick & Shadab, 1983 — США
- Zelotes tuobus Chamberlin, 1919 — США, Канада
- Zelotes turanicus Charitonov, 1946 — Узбекистан
- Zelotes turcicus Wunderlich, 2011 — Турция
- Zelotes ubicki Platnick & Shadab, 1983 — Мексика
- Zelotes uniformis Mello-Leitao, 1941 — Аргентина
- Zelotes union Platnick & Shadab, 1983 — Мексика
- Zelotes univittatus (Simon, 1897) — Индия
- Zelotes uquathus FitzPatrick, 2007 — Южная Африка
- Zelotes vespertinus (Thorell, 1875) — Франция, Италия, Болгария, Македония
- Zelotes vikela FitzPatrick, 2007 — Сенегал
- Zelotes viola Platnick & Shadab, 1983 — США
- Zelotes viveki Gajbe, 2005 — Индия
- Zelotes wuchangensis Schenkel, 1963 — Китай, Корея
- Zelotes xerophilus Levy, 1998 — Израиль
- Zelotes xiaoi Yin, Bao & Zhang, 1999 — Китай
- Zelotes yani Yin, Bao & Zhang, 1999 — Китай
- Zelotes yinae Platnick & Song, 1986 — Китай
- Zelotes yogeshi Gajbe, 2005 — Индия
- Zelotes yosemite Platnick & Shadab, 1983 — США
- Zelotes zekharya Levy, 2009 — Израиль
- Zelotes zellensis Grimm, 1982 — Германия, Австрия
- Zelotes zephyrus Kamura, 1999 — Острова Рюкю
- Zelotes zhaoi Platnick & Song, 1986 — Россия, Китай
- Zelotes zhengi Platnick & Song, 1986 — Китай
- Zelotes zhui Yang & Tang, 2003 — Китай
- Zelotes zin Levy, 1998 — Израиль
- Zelotes zonatus (Holmberg, 1876) — Аргентина
- Zelotes zonognathus (Purcell, 1907) — Западная, Центральная, Южная Африка

## Zelotibia
Zelotibia Russell-Smith & Murphy, 2005
- Zelotibia acicula Russell-Smith & Murphy, 2005 — Конго
- Zelotibia angelica Nzigidahera & Jocque, 2009 — Бурунди
- Zelotibia bicornuta Russell-Smith & Murphy, 2005 — Танзания
- Zelotibia cultella Russell-Smith & Murphy, 2005 — Конго
- Zelotibia curvifemur Nzigidahera & Jocque, 2009 — Бурунди
- Zelotibia dolabra Russell-Smith & Murphy, 2005 — Конго
- Zelotibia filiformis Russell-Smith & Murphy, 2005 — Конго, Бурунди
- Zelotibia flexuosa Russell-Smith & Murphy, 2005 — Конго, Руанда
- Zelotibia fosseyae Nzigidahera & Jocque, 2009 — Бурунди
- Zelotibia johntony Nzigidahera & Jocque, 2009 — Конго
- Zelotibia kaibos Russell-Smith & Murphy, 2005 — Кения
- Zelotibia kanama Nzigidahera & Jocque, 2009 — Руанда
- Zelotibia kibira Nzigidahera & Jocque, 2009 — Бурунди
- Zelotibia lejeunei Nzigidahera & Jocque, 2009 — Конго
- Zelotibia major Russell-Smith & Murphy, 2005 — Бурунди
- Zelotibia mitella Russell-Smith & Murphy, 2005 — Конго
- Zelotibia papillata Russell-Smith & Murphy, 2005 — Конго, Руанда
- Zelotibia paucipapillata Russell-Smith & Murphy, 2005 — Конго, Бурунди
- Zelotibia scobina Russell-Smith & Murphy, 2005 — Конго
- Zelotibia simpula Russell-Smith & Murphy, 2005 — Конго, Кения
- Zelotibia subsessa Nzigidahera & Jocque, 2009 — Бурунди
- Zelotibia supercilia Russell-Smith & Murphy, 2005 — Конго

## Zelowan
Zelowan Murphy & Russell-Smith, 2010
- Zelowan allegena Murphy & Russell-Smith, 2010 — Конго
- Zelowan bulbiformis Murphy & Russell-Smith, 2010 — Конго
- Zelowan cochleare Murphy & Russell-Smith, 2010 — Конго
- Zelowan cordiformis Murphy & Russell-Smith, 2010 — Конго
- Zelowan cuniculiformis Murphy & Russell-Smith, 2010 — Конго
- Zelowan ensifer Murphy & Russell-Smith, 2010 — Конго
- Zelowan etruricassis Murphy & Russell-Smith, 2010 — Конго
- Zelowan falciformis Murphy & Russell-Smith, 2010 — Конго
- Zelowan galea Murphy & Russell-Smith, 2010 — Конго
- Zelowan larva Murphy & Russell-Smith, 2010 — Конго
- Zelowan mammosa Murphy & Russell-Smith, 2010 — Конго
- Zelowan nodivulva Murphy & Russell-Smith, 2010 — Бурунди
- Zelowan pyriformis Murphy & Russell-Smith, 2010 — Конго
- Zelowan remota Murphy & Russell-Smith, 2010 — Намибия
- Zelowan rostrata Murphy & Russell-Smith, 2010 — Конго
- Zelowan rotundipalpis Murphy & Russell-Smith, 2010 — Конго
- Zelowan similis Murphy & Russell-Smith, 2010 — Конго
- Zelowan spiculiformis Murphy & Russell-Smith, 2010 — Конго

## Zimiromus
Zimiromus Banks, 1914
- Zimiromus aduncus Platnick & Shadab, 1976 — Панама
- Zimiromus atrifus Platnick & Hofer, 1990 — Бразилия
- Zimiromus beni Platnick & Shadab, 1981 — Боливия, Бразилия
- Zimiromus bimini Platnick & Shadab, 1976 — Багамы
- Zimiromus boistus Platnick & Hofer, 1990 — Бразилия
- Zimiromus brachet Platnick & Shadab, 1976 — Эквадор
- Zimiromus buzios Brescovit & Buckup, 1998 — Бразилия
- Zimiromus canje Platnick & Shadab, 1979 — Гайана
- Zimiromus chickeringi Platnick & Shadab, 1976 — Панама
- Zimiromus circulus Platnick & Shadab, 1976 — Перу
- Zimiromus dorado Platnick & Shadab, 1979 — Перу
- Zimiromus eberhardi Platnick & Shadab, 1976 — Колумбия
- Zimiromus exlineae Platnick & Shadab, 1976 — Эквадор
- Zimiromus hortenciae Buckup & Brescovit, 1993 — Бразилия
- Zimiromus iotus (Banks, 1929) — Панама
- Zimiromus jamaicensis Platnick & Shadab, 1976 — Ямайка
- Zimiromus kleini Buckup & Brescovit, 1993 — Бразилия
- Zimiromus kochalkai Platnick & Shadab, 1976 — Колумбия
- Zimiromus lawa Platnick & Shadab, 1981 — Суринам
- Zimiromus lingua Platnick & Shadab, 1976 — Мексика
- Zimiromus lubricus (Simon, 1893) — Венесуэла, Тринидад
- Zimiromus malkini Platnick & Shadab, 1976 — Никарагуа
- Zimiromus medius (Keyserling, 1891) — Бразилия
- Zimiromus montenegro Buckup & Brescovit, 1993 — Бразилия
- Zimiromus muchmorei Platnick & Shadab, 1976 — Виргинские Острова
- Zimiromus nadleri Platnick & Shadab, 1979 — Суринам
- Zimiromus penai Platnick & Shadab, 1976 — Эквадор
- Zimiromus piura Platnick & Shadab, 1976 — Перу
- Zimiromus platnicki Brescovit & Hofer, 1994 — Боливия
- Zimiromus rabago Platnick & Shadab, 1976 — Колумбия
- Zimiromus racamus Buckup & Brescovit, 1993 — Бразилия
- Zimiromus recs Zapata & Grismado, 2012 — Аргентина
- Zimiromus reichardti Platnick & Shadab, 1976 — Бразилия
- Zimiromus rothi Platnick & Shadab, 1981 — Мексика
- Zimiromus sinop Platnick & Shadab, 1981 — Бразилия
- Zimiromus sununga Buckup & Brescovit, 1993 — Бразилия
- Zimiromus syenus Buckup & Brescovit, 1993 — Бразилия
- Zimiromus tapirape Brescovit & Buckup, 1998 — Бразилия
- Zimiromus tonina Platnick & Shadab, 1976 — Мексика
- Zimiromus tropicalis (Banks, 1909) — Коста-Рика, Панама
- Zimiromus volksberg Platnick & Shadab, 1981 — Суринам